# 영국 외교사 연표
이 연표는 1485년부터 21세기 초까지의 영국(및 잉글랜드) 외교 정책의 주요 내용을 다룬다.

## 16세기
- 헨리 7세가 국왕이 되어 (1485~1509), 튜더가를 창건하고 "장미 전쟁"이라는 오랜 내전을 종식시킨다. 그의 외교 정책은 아들 아서 튜더와 스페인 공주 아라곤의 캐서린의 결혼으로 굳건해진 스페인과의 동맹을 포함한다. 그러나 5개월 후, 아서가 15세의 나이로 사망한다. 헨리 7세는 플랜태저넷 왕가의 프랑스 영토 추가 획득 정책을 뒤집고, 일반적으로 더 방어적이고 앵글로 중심적인 정책을 추구한다.[1]
- 1485–1509: 국왕은 네덜란드와의 양모 무역을 장려하고, 잉글랜드 상인들이 한자동맹과 경쟁하는 것을 돕고, 존 캐벗을 신세계 탐험에 보낸다(1497). 왕립 해군을 창설한다.
- 1489–91: 잉글랜드는 브르타뉴를 프랑스의 통제에서 벗어나게 하기 위해 세 차례의 값비싼 군사 원정을 보내지만 실패한다.
- 1502: 스코틀랜드와 "영구 평화" 조약 체결. 제임스 4세 국왕과 마거릿 튜더의 결혼은 결국 스튜어트 왕가의 잉글랜드 왕위 계승으로 이어진다.
- 1509–47: 헨리 8세가 국왕이 된다. 그는 프랑스 왕위에 대한 오래된 주장을 부활시키지만, 프랑스는 이제 더 강력한 국가이며 잉글랜드의 통제는 칼레로 제한된다.
- 1511–16: 캉브레 동맹 전쟁에서 프랑스에 대항하여 스페인과 동맹을 맺고 패배 측에 선다.
- 1513: 잉글랜드군은 플로든 필드 전투에서 프랑스와 동맹을 맺은 제임스 4세를 물리치고 죽인다.
- 1520: 6월 7일: 헨리 8세가 칼레 근처의 화려한 "금란의 들판"에서 프랑스의 프랑수아 1세 (프랑스)와 만난다. 동맹은 성사되지 않는다.[2]
- 1521–26: 1521-1526년 이탈리아 전쟁에서 프랑스에 대항하여 스페인과 동맹을 맺고 승리 측에 선다.
- 1525: 캐서린 왕비가 국왕이 요구하는 남자 후사를 낳지 못하자, 그는 이혼을 결정한다(이것은 스페인을 분노하게 한다).
- 1526–30: 코냐크 동맹 전쟁에서 프랑스와 동맹을 맺고 스페인이 승리한다.
- 1533: 헨리 8세는 결혼 문제로 로마와의 관계를 단절하고 자신을 잉글랜드 교회의 수장으로 선언한다. 가톨릭 스페인은 교황을 지지한다.
- 1533: 교황 클레멘스 7세는 헨리를 파문하고 캐서린과의 이혼을 무효화한다.
- 1542: 스코틀랜드와의 전쟁. 제임스 5세가 솔웨이 모스 전투에서 패배한다.
- 1551–59: 1551-1559년 이탈리아 전쟁; 프랑스에 대항하여 스페인과 동맹을 맺고 승리 측에 선다.
- 1553–58: 메리 1세 (잉글랜드)가 여왕이 된다. 그녀는 가톨릭주의와 가톨릭 스페인과의 동맹을 장려한다.[3]
- 1554: 메리 1세는 스페인 국왕(펠리페 2세)과 결혼한다(1556-98). "스페인과의 결혼"은 펠리페가 거의 또는 전혀 권력이 없었음에도 불구하고 인기가 없었다. 그러나 그는 메리를 프랑스와의 전쟁에서 스페인과 동맹을 맺도록 강요했고, 그 결과 1558년에 칼레를 잃게 된다.
- 1558–1603: 엘리자베스 1세 여왕;[4] 윌리엄 세실 경(버리 자작, 1571)이 수석 고문으로 봉사하며 유럽 전쟁을 피한다.[5] 그녀의 스파이 총책임자인 프랜시스 월싱엄 경은 여왕을 암살하려는 스페인이나 프랑스의 지원을 받은 수많은 음모를 저지한다. 잉글랜드의 장기 목표는 아일랜드 정복과 스코틀랜드와의 동맹을 통해 통일되고 프로테스탄트적인 영국 제도를 만드는 것이 된다. 강화된 영국 왕립 해군의 임무는 방어이다.[6]
- 1573: 니메겐 협약, 드레이크와 호킨스 같은 잉글랜드 사략선에 의한 스페인 선박 습격에 대한 지원을 중단하겠다고 약속하는 스페인과의 조약.[7]
- 1580–1620년대: 잉글랜드 상인들이 레반트 회사를 결성하여 오스만 제국과의 무역을 촉진한다. 그들은 이스탄불에 거점을 마련하고 터키인들이 무기와 천을 구매하면서 무역이 성장한다.[8]
- 1585: 네덜란드와의 논수치 조약에 따라 잉글랜드는 네덜란드의 스페인에 대한 반란을 병력과 돈으로 지원한다. 스페인은 이를 전쟁으로 간주하고 잉글랜드 침공을 위한 무적함대를 준비한다.[9]
- 1585–1604: 잉글랜드-스페인 전쟁 (1585년~1604년)은 비공식적인 간헐적 해전이었다. 잉글랜드 전략은 카디스 같은 항구에 대한 습격과 스페인 상선 나포에 집중했다. 이는 지상군보다 훨씬 저렴했으며, 사략선(해적견)을 사용하여 나포물에서 큰 이익을 얻어 해군 전쟁 비용을 자체적으로 충당했다.[10]
- 1588: 대규모 스페인 침공이 무적함대의 파괴로 저지된다. 이는 잉글랜드의 가톨릭 적에 대한 결정적인 패배로 수세기 동안 기념된다.[11]

## 17세기
- 1603–1714년은 스튜어트 왕조 시기였다.[12]
- 1603년: 스코틀랜드의 제임스 6세가 잉글랜드 국왕(재위 1603–25년 제임스 1세 (잉글랜드))으로 즉위하여 두 왕좌의 영구적인 통합을 이룬다.
- 1604년: 제임스 국왕은 런던 조약을 통해 스페인과 평화를 이룬다. 양국은 더 이상 반란을 지원하지 않기로 한다.[13]

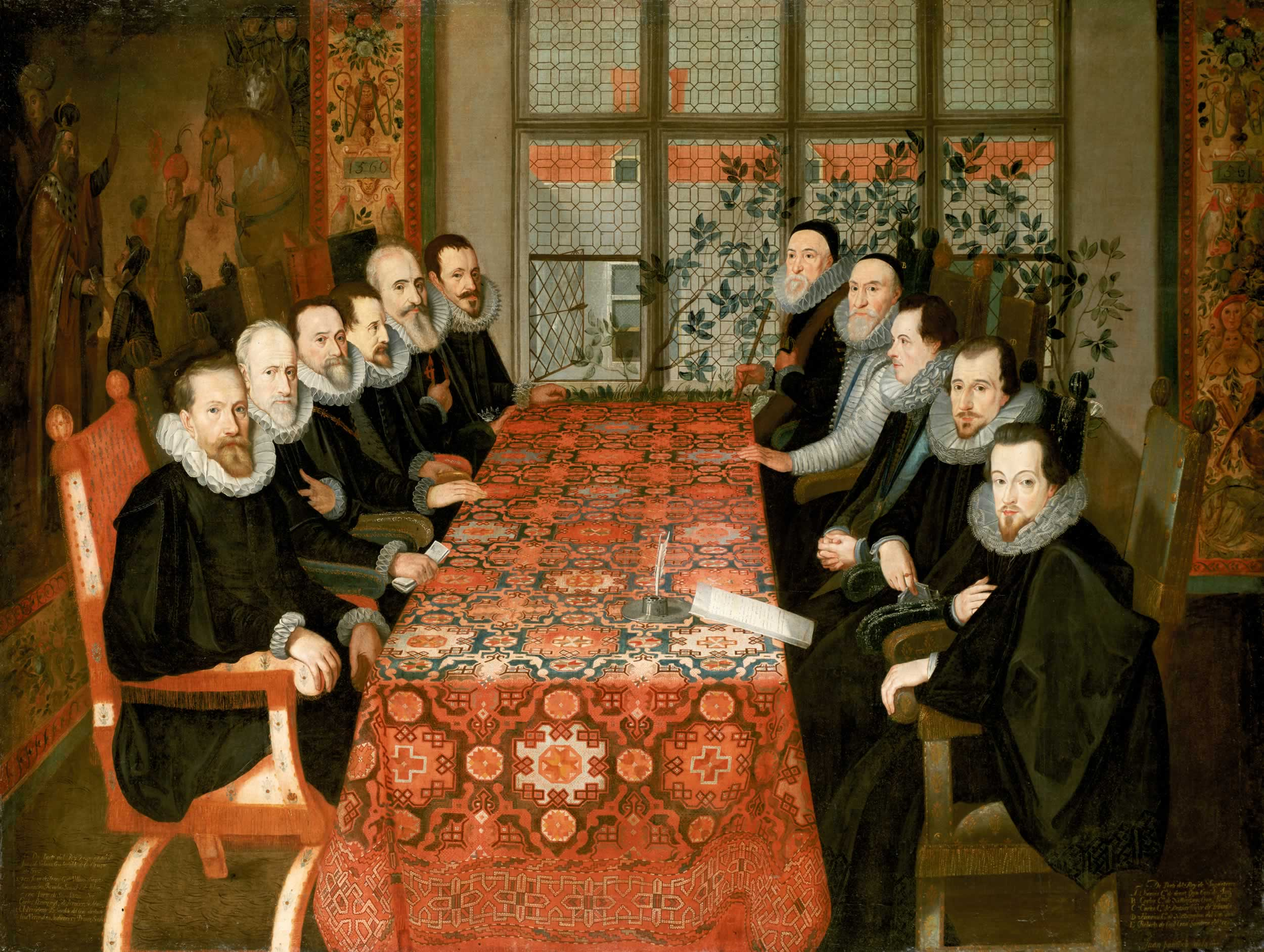
수년간의 분쟁 끝에 스페인과 잉글랜드는 1604년 8월 29일 런던 조약을 체결한다. (회화)

- 1613년: 제임스는 딸 엘리자베스 스튜어트를 독일 제후들의 개신교 제후동맹 지도자인 프리드리히 5세 (팔츠 선제후)와 결혼시킨다. 제임스는 이 결혼을 통해 자신의 왕국들을 합스부르크 왕가 반대 세력과 결속시킨다.[14]
- 1613–20년: 네덜란드는 잉글랜드의 무역, 어업, 고래잡이 분야에서 주요 경쟁자가 된다. 네덜란드는 스웨덴 및 한자동맹과 동맹을 맺고, 잉글랜드는 덴마크와 동맹으로 맞선다.
- 1610년대: 잉글랜드가 러시아와 관계를 맺는다. 러시아와의 무역 독점권을 가진 머스코비 회사를 강화한다. 1613년에는 스피츠베르겐에서 고래잡이 독점권을 획득한다. 1613년에 러시아 대사관이 런던에 온다.[15]
- 1613년: 잉글랜드 선장 존 사리스가 무역 공장을 세우기 위해 일본 히라도시에 도착한다. 그는 도쿠가와 이에야스를 만난다. 그러나 1613년에서 1623년까지 10년간의 회사 활동 동안 런던에서 일본으로 직접 화물을 실어온 잉글랜드 선박은 단 4척뿐이었다.[16]
- 1623년: 암보이나 사건이 일본에서 발생한다. 잉글랜드는 히라도의 상업 기지를 폐쇄한다. 양국 관계는 2세기 이상 단절된다.[17]
- 1624–25년: 국왕은 스페인 공주와의 결혼 협상이 교착 상태에 빠지자 프랑스로 눈을 돌린다. 종교가 정치와 밀접하게 연결되어 있었기 때문에 프랑스는 결혼 조건으로 잉글랜드에서 가톨릭교도 박해를 중단할 것을 요구했다. 협상은 실패한다.
- 1627–28년: 잉글랜드는 라로셸 공성전에서 포위된 위그노들을 돕기 위해 시도하지만 실패한다. 이는 30년 전쟁에 대한 잉글랜드의 유일한 주요 기여였다.[18]
- 1639–40년: 스코틀랜드와의 주교 전쟁.[19]
- 1642년: 잉글랜드 내전이 시작된다. 잉글랜드 내전 연표 및 삼왕국 전쟁 참조.
- 1652–54년: 제1차 영국-네덜란드 전쟁.[20]
- 1654–60년: 영국-스페인 전쟁 (1654년~1660년).[21]
- 1657년: 스페인에 대항하여 프랑스와 동맹을 체결한다.
- 1661년: 루이 14세 (프랑스)가 직접 통치를 시작하며 국가를 장악한다. 서유럽에서 가장 강력한 국가의 지도자로서 루이는 프랑스 이익을 적극적으로 주장하고 국경을 확장하는 정책을 시작한다. 1715년 사망할 때까지 프랑스의 패권적 열망은 서유럽 외교의 주요 동력이 된다.[22]
- 1665–67년: 제2차 영국-네덜란드 전쟁.[23]
- 1665년: 카를로스 2세 (스페인)가 스페인 왕위에 오른다. 스페인 합스부르크 왕가의 마지막이다. 카를로스는 자녀가 없고 스페인 친척도 없으며 매우 병약했기 때문에 그의 예상 사망은 스페인 왕위 계승이라는 매우 논란이 많은 문제를 야기한다. 스페인 왕위 계승의 주요 후보는 프랑스 부르봉 왕가와 오스트리아 합스부르크 왕가이다.
- 1667년: 상속 전쟁. 프랑스는 스페인을 공격하고 스페인령 네덜란드와 프랑슈콩테의 많은 부분을 점령한다. 프랑스가 스페인령 네덜란드 전체를 합병할 가능성은 런던에서 위협으로 간주된다.
- 1667년: 브레다 조약 (1667년)으로 네덜란드 전쟁이 끝난다. 이는 중상주의가 영국-네덜란드 관계를 지배하던 시기가 끝나는 중요한 전환점이다.[24]
- 1668년: 프랑스에 대항하기 위해 잉글랜드, 스웨덴, 연합주의 연합 (삼국 동맹 (1668년))이 결성된다. 스페인은 패배하지만, 삼국 동맹이 스페인 편으로 개입할 수 있다는 위협 때문에 프랑스는 평화를 강요당한다. 루이는 계획했던 것보다 적은 스페인 영토를 합병한다. 프랑스는 네덜란드가 다음 목표가 될 것이라고 결정하고, accordingly 루이는 잉글랜드와 스웨덴과의 우정을 통해 삼국 동맹을 해체하려고 한다.[25]
- 1670년: 도버 밀약. 영국-프랑스 비밀 동맹이 체결된다. 프랑스 보조금과 국왕과 의회 사이에 또 다른 내전이 발생할 경우 잉글랜드에 군대를 보낼 것을 약속하는 대가로, 찰스 2세는 가톨릭으로 개종하고 프랑스와 함께 네덜란드에 대항하여 싸우는 데 동의한다. 1688년 명예혁명까지 잉글랜드는 프랑스의 긴밀한 동맹국이었다.[26]
- 1672–74년: 제3차 영국-네덜란드 전쟁이 시작된다.
- 1673년: 친가톨릭 도버 밀약의 폭로는 전쟁과 왕실에 대한 대중의 반발을 불러일으킨다.
- 1688–89년: 오라녜 공 윌리엄이 네덜란드에서 침공하고 제임스 2세 (잉글랜드) 국왕은 도망간다. 윌리엄 3세가 된다. 이를 명예 혁명이라고 부른다.[27] 루이는 폐위된 제임스 2세/7세를 계속 인정하며, 그는 프랑스에서 피난처를 찾아 프랑스에 의해 잉글랜드의 정당한 국왕으로 추대된다. 이는 자코바이트 정책으로 알려져 있다. 프랑스의 지원은 18세기 중반까지 영국 외교의 주요 요인이었다. 윌리엄은 제임스와 그의 가족이 잡힌 후에도 탈출하도록 허용하는데, 프랑스의 지원을 받는 자코바이트 복위의 위협은 명예 혁명을 지지하는 사람들에게 잉글랜드가 프랑스에게 패배하지 않고 제임스가 복위되지 않도록 보장하는 기득권을 부여하기 때문이다. 의회는 이에 따라 윌리엄이 요청하는 모든 전쟁 세금을 통과시킨다. 윌리엄의 관점에서 제임스는 런던 탑의 죄수보다 프랑스에서 망명 국왕으로 있는 것이 더 유용하다.
- 1689년 5월 12일: 명예 혁명으로 인한 외교 정책 변화를 반영하여 윌리엄은 잉글랜드를 반프랑스 아우크스부르크 동맹에 가입시키고 프랑스에 전쟁을 선포한다(윌리엄은 연합주의 주지사로서 이미 1688년 11월 26일 프랑스에 전쟁을 선포했다.[28]).
- 1689–97년: 프랑스와의 대동맹 전쟁. "9년 전쟁" 또는 "아우크스부르크 동맹 전쟁" 또는 "윌리엄 왕의 전쟁"이라고도 불린다.[29]
- 1697–98년: 표트르 대제의 대사절단 기간 동안 러시아 차르가 세 달 동안 잉글랜드를 방문했다. 이는 관계를 개선하고 특히 선박 및 항해에 관한 최고의 신기술을 배우는 계기가 되었다.[30]
- 1698년 10월 11일: 프랑스, 잉글랜드, 네덜란드 공화국, 신성 로마 제국 사이에 스페인의 카를로스 2세가 곧 사망할 것으로 예상되는 상황에서 프랑스 부르봉 왕가, 오스트리아 합스부르크 왕가, 바이에른 비텔스바흐 왕가 사이에 3분할을 제안하는 조약이 체결된다. 스페인 영토의 가장 큰 부분은 바이에른의 요제프 페르디난트에게 돌아가게 된다. 1699년 요제프 페르디난트가 사망하면서 조약은 무산된다.[31]

## 1700–1789
- 1700년 3월 25일: 스페인 왕위 계승 문제에 관해 프랑스, 잉글랜드, 연합주들 사이에 또 다른 분할 조약이 체결되어 부르봉 왕가가 나폴리, 시칠리아, 밀라노, 토스카나의 스페인 요새를 받고 나머지 스페인 영토는 오스트리아 합스부르크 왕가에 귀속된다.[32] 신성 로마 황제 레오폴트 1세 (신성 로마 황제)가 스페인 제국 전체가 자신의 아들 카를 6세에게 귀속되어야 한다고 주장하면서 제안된 분할은 무산된다.[33]
- 1700년 11월 1일: 스페인의 카를로스 2세가 사망하고, 스페인 왕위 전체를 프랑스 왕세자의 둘째 아들인 앙주 공작 필리프에게 남긴다. 그는 스페인의 펠리페 5세가 된다.[34] 프랑스의 루이 14세 국왕은 필리프가 프랑스 왕위 계승권 안에 있음을 명시적으로 밝히는 특허장을 발행하여 프랑스와 스페인이 통합되어 유럽을 지배하는 가톨릭 초강대국이 될 가능성을 만든다.[35] 또한 루이는 가톨릭 늙은 왕위 요구자를 잉글랜드의 제임스 3세/스코틀랜드의 제임스 8세로 인정함을 전 세계에 상기시킨다.[36] 루이의 행동은 잉글랜드에 매우 위협적으로 보여 거의 전쟁을 보장한다.
- 1701–15년: 오스트리아, 프로이센, 네덜란드 공화국과 함께 "대동맹"을 맺고 프랑스와 스페인에 대항하는 스페인 왕위 계승 전쟁. 영국은 합스부르크 가문의 카를 6세의 스페인 왕위 주장을 지지하며 싸운다.[37]
- 1702년 5월 15일: 프랑스에 대한 전쟁 선포.[38]
- 1704년: 8월 4일 영국과 네덜란드 연합 함대에 의해 지브롤터가 점령된다. 21세기까지 영국의 해군 요새가 된다.[39]
- 1704년: 제1대 말버러 공작 존 처칠이 이끄는 영국-네덜란드 연합군이 바이에른의 블레넘 전투에서 루이 14세 (프랑스)의 군대를 격파한다.[40]
- 1706–07년: 연합 조약으로 스코틀랜드가 영국에 합병된다. 그레이트브리튼 왕국이 1707년 5월 1일에 탄생한다.[41] 스코틀랜드인들은 대영 제국에서 점점 더 중요한 역할을 한다.
- 1708년: 루이 14세가 평화를 간청한다. 프랑스는 연합군의 카를 대공을 스페인 국왕으로 하라는 요구에 동의하지만, 루이가 손자인 필리프를 퇴위시키기 위해 스페인에 군대를 보내라는 연합군의 요구로 협상이 결렬된다.[42]
- 1709년 6월 12일: 루이 14세는 스페인 왕위 계승에 대한 연합군의 요구에 기꺼이 응했지만, 필리프를 퇴위시키기 위해 스페인에 군대를 보내라는 요구는 프랑스 국가의 명예에 대한 모욕이라며 거부했다고 말한다.[43] 프랑스는 프랑스, 영국 및 다른 지역의 많은 사람들이 루이가 필리프를 퇴위시키라는 요구를 터무니없는 것으로 보면서 도덕적 우위를 점한다. 말버러에 대항하기 위해 새로운 프랑스 사령관 클로드 루이 엑토르 드 빌라르 원수가 임명되었고, 그는 전쟁에서 가장 유능한 프랑스 장군으로 입증된다.[44]
- 1709년 9월 11일: 피비린내 나는 말플라크 전투. 말버러가 빌라르에게 승리하지만, 말플라크는 프랑스군이 입은 손실의 두 배를 영국군이 입은 피로스의 승리이다.[45] 말플라크 이후 영국 내 여론은 전쟁에 반대하게 된다. 토리당 야당은 휘그당 정부의 전쟁, "정육점 말버러" 지지, 전쟁 계약 관련 만연한 부패에 대해 강력히 비난한다.
- 1710년 10월 2일–11월 16일: 1710년 영국 총선에서 평화 공약을 내세운 토리당이 압승을 거둔다.
- 1711년 4월 17일: 신성 로마 황제 요제프 1세가 사망하고, 그의 동생인 카를 대공이 후계자로 선출된다.[46] 앤 여왕과 그녀의 대신들은 카를이 스페인 국왕이 되는 것을 허용하면 부르봉 초강대국만큼이나 잠재적인 위험이 될 합스부르크 초강대국이 탄생할 것이므로 전쟁을 계속할 이유가 없다고 본다.[47]
- 1711년 10월 8일: 영국과 프랑스 정부는 평화 조약의 "런던 예비 협정"을 체결한다.[48]
- 1712년 1월 29일: 위트레흐트에서 평화 회담이 시작된다.[49]
- 1712년 5월: 앤 여왕이 영국군이 공격받지 않는 한 프랑스와 싸우는 것을 금지하는 "제한 명령"을 내린다.[50] 영국은 사실상 전쟁에서 철수한다.
- 1713년 4월 11일: 위트레흐트 조약으로 스페인 왕위 계승 전쟁이 끝나고 영국은 특히 지브롤터, 아카디아, 뉴펀들랜드, 허드슨만 주변 땅을 얻는다. 하류 오대호-오하이오 지역은 자유 무역 지대가 된다.[51] 필리프는 스페인 왕위를 유지하지만 프랑스 왕위 계승에서는 제외된다. 스페인령 네덜란드는 오스트리아령 네덜란드가 된다. 전략적으로 중요한 저지대 국가들이 부르봉 왕가의 통제하에 놓이는 것은 영국에 대한 위협으로 간주된다.
- 1714년: 하노버 선제후가 조지 1세로 즉위하여 하노버가 왕조가 시작된다.[52]
- 1714–17년, 1731–1730년: 찰스 타운젠드가 북부 장관으로서 외교 정책을 주로 수립한다. 1726년 이후 로버트 월폴에 의해 대체된다.
- 1715년: 프랑스에서 루이 14세 (프랑스) 국왕이 사망한다. 필리프 2세 도를레앙 공작의 섭정은 영국에 대한 평화와 우호 정책을 추구한다.
- 1718–20년: 스페인에 대항하는 사국 동맹 전쟁.[53]
- 1719년: 자코바이트를 지원하는 스페인의 침공이 실패한다. 스페인 함대는 폭풍으로 분산된다. 스페인 군대가 스코틀랜드에 상륙하지만 글렌 실 전투에서 패배한다.
- 1719년: 조지 1세 국왕은 대북방 전쟁의 일환으로 영국 왕립 해군에게 스웨덴에 대한 작전을 명령한다. 하노버 목표를 달성하기 위해 영국 군사력을 사용하는 것은 여론에 매우 인기가 없었다.
- 1721년: 스웨덴과 평화 조약 체결.
- 1722–42년: 로버트 월폴 경이 (사실상) 총리. 그는 1726년경 외교 정책을 맡게 된다. 영국은 유럽 분쟁에 대한 평화 및 불개입 정책을 추구한다.[54]
- 1739–42년: 밀수 및 무역 문제로 스페인과의 젱킨스의 귀 전쟁이 시작된다. 여론은 월폴의 반대에도 불구하고 전쟁을 요구했고, 그는 권력에서 물러난다. 전쟁은 결정적이지 않았고 비용이 많이 들었으며, 합법적인 무역에 피해를 입혔다. 1740년에 오스트리아 왕위 계승 전쟁과 합병되었다.[55]
- 1740–48년: 오스트리아 왕위 계승 전쟁이 시작되어 스페인과의 전쟁과 합병된다. 영국은 오스트리아와 새로운 여왕 마리아 테레지아를 지지하며 프랑스와 스페인에 대항하여 싸운다.[56][57]
- 1744년: 찰스 에드워드 스튜어트와 함께 남부 잉글랜드에 대한 대규모 프랑스 침공 시도가 폭풍으로 중단되고, 프랑스는 전쟁을 선포한다.
- 1746년 4월 16일: 스코틀랜드의 컬로든 전투. 하노버 왕가가 프랑스의 지원을 받은 자코바이트에 대한 최종 승리를 거둔다.
- 1748년: 엑스라샤펠 조약 (1748년)으로 오스트리아 왕위 계승 전쟁이 끝난다. 전쟁은 결정적이지 않았으며 "평화"는 무장 휴전이었다.
- 1754년: 북미에서 프랑스와 영국 간의 비공식 전쟁이 시작되며, 미국에서는 프렌치 인디언 전쟁으로 알려져 있다. 오하이오 강 계곡에서 프랑스-인디언 연합군과 영국 및 식민지 미국군 사이에 전투가 벌어진다.[58]
- 1756년: 영국과 프로이센 사이에 웨스트민스터 협약이 체결된다. 영국이 오랜 동맹국인 오스트리아를 버리고 프로이센을 선택한 외교 혁명의 일부이다.[59]
- 1756–63년: 7년 전쟁. 영국, 프로이센, 하노버가 프랑스, 오스트리아, 러시아 제국, 스웨덴, 작센에 대항한다. 유럽과 북미에서 주요 전투가 벌어졌으며, 동인도 회사도 인도에서 제3차 카르나틱 전쟁 (1756–1763)에 연루된다. 영국이 승리하여 캐나다 전역을 장악하고, 프랑스는 복수를 꾀한다.[60]
- 1775–83년: 13개 식민지가 반란을 일으키면서 미국 독립 전쟁이 벌어진다. 영국은 주요 동맹국이 없다.[61]
- 1776년: 13개 연합 식민지에서 왕실 총독이 추방된다. 이들은 7월 2일 아메리카 합중국으로 독립을 결의한다. 미국 독립선언이 7월 4일 채택된다. 프랑스는 미국인들에게 무기를 선적한다.
- 1777년: 영국 침공군이 뉴욕의 사라토가 전투에서 미국인들에게 항복한 후, 12월에 프랑스는 미국을 인정하기로 결정한다. 프랑스의 목표는 1763년 패배에 대한 복수였다.[62]
- 1778년: 동맹 조약 (1778년). 미국과 프랑스가 영국에 대항하는 군사 동맹을 맺는다. 전쟁 양측의 군사 및 해군력이 이제 거의 동등해진다.
- 1778년: 칼라일 평화 위원회는 미국인들이 1775년에 추구했던 모든 조건을 독립을 제외하고 제안하지만, 거부된다.
- 1779년: 스페인이 프랑스의 동맹국으로 전쟁에 참전한다(단, 미국과는 동맹이 아니다).
- 1780년: 러시아 제국은 "무장 중립"을 선포하여 프랑스와 미국을 돕고 영국의 대의를 해친다.
- 1780–81년: 러시아와 오스트리아가 평화 조건을 제안하지만, 미국에 의해 거부된다.
- 1781년: 파리 평화 협상에서 의회는 독립을 주장한다. 다른 모든 것은 협상 가능하며, 영국 정책은 프랑스를 희생시키면서 미국을 돕는 것이다.
- 1783년: 파리 조약 (1783년)으로 독립 전쟁이 끝난다. 영국은 영국령 북아메리카를 북쪽, 미시시피강을 서쪽, 플로리다를 남쪽으로 하는 국경선을 통해 미국에게 관대한 조건을 제공한다. 영국은 동서 플로리다를 스페인에게 양도한다.[63]
- 1784년: 영국은 미국과의 무역을 허용하지만, 일부 미국 식품 수출을 서인도 제도에 금지한다. 영국에서 미국으로의 수출은 370만 파운드에 달했지만, 수입은 75만 파운드에 불과하다.
- 1784년: 피트의 인도 법은 부패를 최소화하기 위해 영국 동인도 회사를 재편성했으며, 인도 총독의 권력을 강화하여 영국의 통치를 중앙집권화했다.
- 1785년: 의회는 존 애덤스를 영국 주재 미국 대사관에 공사로 임명한다.

## 1789–1815
- 1789–1815년: 프랑스 혁명은 1790년대 영국 정치 여론을 양극화시켰고, 보수주의자들은 국왕 살해, 귀족 추방, 공포 정치에 분노했다. 영국은 1793년부터 1815년 나폴레옹의 최종 패배까지 프랑스와 거의 지속적으로 전쟁 중이었다. 영국의 전략은 프랑스에 대항하는 연합을 조직하고 자금을 지원하는 것이었다. 윌리엄 피트 (1759년)는 1806년 사망할 때까지 지배적인 지도자였다. 국내에서는 보수주의자들이 모든 급진적인 의견을 "자코뱅주의자"(테러 지도자들을 지칭)라고 비난하며 급진주의가 영국 사회의 혼란을 위협한다고 경고했다.[64]
- 1791–92년: 정부는 프랑스 혁명 개입을 거부한다. 그 이유는 이념이 아니라 현실주의에 기반하며, 오스트리아령 네덜란드에 대한 프랑스의 공격을 피하고, 루이 16세 국왕의 불안정한 지위를 악화시키지 않으며, 강력한 대륙 연맹 형성을 막기 위함이었다.[65]
- 1792–1799년: 프랑스 혁명 전쟁.[66]
- 1792–97년: 제1차 대프랑스 동맹: 프로이센과 오스트리아는 1793년 이후 영국, 스페인, 네덜란드, 사르데냐, 나폴리, 토스카나와 함께 프랑스 공화국에 대항한다.
- 1792년: 오스트리아와 프로이센이 프랑스를 침공한다. 프랑스는 침략자들을 격퇴하고 1792년 말 오스트리아령 네덜란드(현대 벨기에)를 침공하여 공세에 나선다. 이는 영국과 심각한 긴장을 야기하는데, 영국은 프랑스가 저지대 국가들을 점령하지 못하도록 함으로써 "좁은 바다"를 통제하지 못하게 하는 정책을 가지고 있었기 때문이다.
- 1792년: 인도에서 티푸 술탄과의 제3차 영국-마이소르 전쟁에서 승리한다. 마이소르의 절반이 영국과 그 동맹국들에게 할양된다.
- 1793년: 프랑스가 영국에 전쟁을 선포한다.
- 1794년: 미국과의 제이 조약이 체결되어 무역을 정상화한다. 영국은 북서부 영토의 요새에서 철수하고, 미국과의 평화가 10년간 이어진다. 프랑스는 1777년 미국과의 조약 위반으로 보고 분노한다.[67]
- 1802–03년: 아미앵 조약으로 프랑스와의 13개월간의 평화가 이어진다.[68]
- 1803년: 프랑스에 대항하는 나폴레옹 전쟁 (1803–1815).[69]
- 1803–06년: 제3차 대프랑스 동맹: 나폴레옹이 신성 로마 제국을 해체한다.
- 1803년: 영국-러시아 협정에 따라 영국은 전장에 있는 러시아 병사 10만 명당 150만 파운드의 보조금을 지급한다. 오스트리아와 다른 동맹국들에게도 보조금이 지급된다.[70][71]
- 1804년: 피트는 나폴레옹에 대항하는 제3차 대프랑스 동맹을 조직한다. 이는 1806년까지 지속되었으며, 주로 프랑스의 승리로 특징지어진다.
- 1805년: 트라팔가르 해전에서 넬슨에 의해 프랑스 해군이 결정적으로 패배한다. 침공 위협이 끝난다.
- 1806–07년: 영국은 프로이센, 러시아, 작센, 스웨덴과 동맹을 맺고 제4차 대프랑스 동맹을 이끈다. 나폴레옹은 수많은 주요 전투에서 프랑스를 승리로 이끈다(특히 예나-아우어슈테트 전투).
- 1807년: 영국은 국제 노예 무역을 불법화한다. 1807년 노예 무역법. 미국도 동시에 국제 노예 무역을 불법화한다.[72]
- 1808–14년: 스페인에서 나폴레옹군에 대항하는 반도 전쟁. 웰링턴 공작의 지휘 아래 승리를 거둔다.[73]
- 1809–15년: 영국 왕립 해군이 프랑스군을 격퇴하고 이오니아 제도를 점령한다. 영국은 1815년에 이들을 획득하여 새로운 식민지인 이오니아 제도 합중국을 지정한다. 1864년에 그리스에 할양된다.[74]
- 1812–15년: 미국은 국가의 명예, 해상 중립권, 서부 인디언에 대한 영국의 지원을 이유로 미영 전쟁을 선포한다.[75]
- 1813년: 나폴레옹이 민족들의 전투에서 패배한다. 영국은 이득을 얻고 프랑스를 위협한다.
- 1814년: 프랑스 침공. 나폴레옹 퇴위 및 빈 회의 개최.
- 1814년: 영국-네팔 전쟁 (1814–1816).
- 1815년: 미국과의 미영 전쟁이 군사적 무승부로 끝나자, 영국은 원주민 동맹국들을 포기하고 헨트 조약에서 전쟁 전 상태로 복구하기로 합의한다. 이로써 미국-캐나다 국경을 따라 영구적인 평화가 시작되었으며, 간헐적인 소규모 무단 습격만이 이를 흐렸다.[76]
- 1815년: 나폴레옹이 돌아와 100일 동안 다시 위협이 된다. 그는 워털루 전투에서 패배하고 먼 섬으로 유배된다. 나폴레옹 전쟁이 끝나고, 영국의 제국 시대, 1815–1914년이 시작된다.
- 1815년: 제2차 칸디안 전쟁 (1815년) – 실론(현 스리랑카)에서.

## 1815–1860
- 1814–22년: 캐슬레이 자작 로버트 스튜어트가 외무 장관으로서 당대의 보수적인 분위기에 부합하는 유럽 평화를 제공하기 위해 빈 회의와 협력한다. 그의 빈 회의 체제는 주요 강대국들이 2년마다 만나 유럽 문제들을 공동으로 관리하는 것을 의미한다. 이는 빈 회의에서 폴란드-작센 위기와 라이바흐 회의에서 그리스 독립 문제를 해결한다. 다음 10년 동안 유럽에서 다섯 번의 의회가 열려 분쟁이 점차 효과적으로 해결되었다. 결국 1822년에는 전체 시스템이 붕괴되었다.[77] 이 기간 동안 러시아는 주로 동방 문제와 관련된 긴장 때문에 영국의 주요 적국으로 부상한다. 영국-러시아 간의 경쟁은 20세기 초에야 끝난다.
- 1817년: 제3차 영국-마라타 전쟁 (1817–1818) – 인도.
- 1818년: 미국과의 러시-배것 조약이 오대호에서의 초반 해군 경쟁을 종식시킨다. 양국은 오대호에서 유지할 군함 수를 제한한다.
- 1822–27년: 조지 캐닝이 외교 정책을 담당하며, 유럽 강대국들과의 협력을 피한다. 새로 독립한 라틴 아메리카 국가들을 보존하기 위해 미국(먼로주의)을 지지한다. 목표는 프랑스의 영향력을 막고 영국 상인들이 개방되는 시장에 접근할 수 있도록 하는 것이다. 템퍼리가 캐닝의 정책을 요약했는데, 이는 수십 년간 영국 외교 정책의 기반을 형성했다.

불개입; 유럽 경찰 제도 없음; 각 나라가 스스로, 그리고 하나님이 우리 모두를 위해; 세력 균형; 추상적인 이론이 아닌 사실에 대한 존중; 조약상의 권리에 대한 존중, 그러나 그것을 확장하는 데 신중함... 공화국은 군주제 국가만큼 국제 사회의 훌륭한 구성원이다. '유럽이 아닌 잉글랜드.' '우리 외교 정책은 국가의 의지에 반하여 수행될 수 없다.' '유럽의 영역은 대서양 연안까지, 잉글랜드의 영역은 거기서부터 시작된다.'
- 1821–32년: 영국은 오스만 제국으로부터의 그리스 독립 전쟁에서 그리스를 지지한다. 1832년 콘스탄티노플 조약은 런던 회의 (1832년)에서 비준된다.
- 1824년: 영국-네덜란드 조약 (1824년)이 체결된다.
- 1824년: 미얀마에서 제1차 영국-미얀마 전쟁 (1824–1826).
- 1830–65년: 파머스턴 경이 영국 외교 정책을 지배한다. 그의 목표는 유럽의 세력 균형을 유지하여 영국을 지배적인 위치에 두는 것이었다. 그는 러시아 같은 독재 국가들을 견제하려고 노력했으며, 국제 시스템의 안정에 기여하기 때문에 자유주의 정권을 지지했다.[79]
- 1833년: 1833년 노예제 폐지법으로 제국 내 노예가 해방된다. 노예 소유주(대부분 영국에 거주)에게는 2천만 파운드가 지급된다.
- 1839년: 런던 조약 (1839년). 영국, 독일 및 기타 강대국들이 벨기에의 중립을 보장한다. 독일이 1914년에 이를 위반하자 영국은 선전포고를 한다.[80]
- 1839년: 시리아 전쟁 (1839–40).
- 1839–42년: 제1차 영국-아프가니스탄 전쟁.
- 1840년: 1840년 동방 위기. 프랑스의 지원을 받는 이집트의 거의 독립적인 오스만 총독인 무함마드 알리의 오스만 제국 장악 야망이 거의 영국-프랑스 전쟁을 야기할 뻔했다.[81]
- 1842년: 제1차 아편 전쟁 (1839년 ~ 1842년)의 군사적 승리 이후 난징 조약이 체결된다. 이 조약은 무역을 개방하고, 영토(특히 홍콩)를 할양하고, 중국 관세를 낮은 세율로 고정하고, 외국인에게 치외법권을 부여하며, 최혜국 대우 조항과 외교 대표부를 제공한다.[82]
- 1845년: 라플라타강의 영국-프랑스 봉쇄. 아르헨티나의 독재자 후안 마누엘 데 로사스의 우루과이 장악 야망을 저지하기 위해 영국과 프랑스는 라플라타 강에 5년간의 봉쇄를 가한다.
- 1845년: 오레곤 영토 분쟁은 미국과의 전쟁을 위협한다.[83]
- 1846년: 오레곤 조약으로 미국과의 분쟁이 끝난다. 영국령 북아메리카와 미국 국경은 49도선으로 확정된다.[84][85]
- 1846년: 곡물법이 폐지되고 곡물 자유 무역이 시행된다.[86]
- 1848–49년: 제2차 영국-시크 전쟁; 영국 동인도 회사가 시크 제국을 정복하고 펀자브를 합병한다.
- 1852년: 제2차 영국-미얀마 전쟁; 영국령 버마가 합병된다. 나머지 버마는 1885년 제3차 영국-미얀마 전쟁 이후 합병된다.[87]
- 1853–56년: 러시아와의 크림 전쟁. 프랑스와 동맹을 맺은 영국의 정책은 쇠퇴하는 오스만 제국을 러시아의 침략으로부터 보호하는 것이었다. 전쟁 자체는 주로 러시아 남부의 크림 반도에서 벌어졌으며, 양측 모두 제대로 다루지 못했다. 발트해에서의 영국 해군의 성공은 러시아가 평화를 간청하도록 강요했으며, 흑해를 비무장화하여 동지중해에서 영국의 지배력을 확보했다.[88]
- 1856년: 중국과의 제2차 아편 전쟁.[89]
- 1857년: 세포이 항쟁이 진압된다.[90]
- 1858년: 인도 정부가 왕실로 이관되고, 정부는 총독을 임명한다.
- 1858년: 영일수호통상조약이 체결된다.
- 1860년: 톈진 조약과 베이징 조약. 중국과의 전쟁 종료. 중국 내 영국의 상업적 개입 심화.[91]

## 1860–1896
- 1860–70년: 영국 정부는 "리소르지멘토"(이탈리아 통일에 대한 상당한 국제적 반대에도 불구하고 근대 이탈리아 국가 건설)에 도덕적, 외교적 지지를 보낸다.[92] 통일의 유명한 영웅 주세페 가리발디는 영국에서 널리 찬양받았다.
- 1861년: 영국, 스페인, 프랑스가 멕시코에 군대를 파견하여 상환을 요구한다. 영국과 스페인은 철수하지만 프랑스는 사태를 확대하여 멕시코를 장악한다.
- 1861–65년: 미국 남북 전쟁에서 중립을 지키지만, 파머스턴 총리는 남부연합을 선호하며 남부연합을 승인하고 미국과의 전쟁으로 이어질 수 있다는 유혹에 빠진다.[93]
- 1861년: 트렌트 사건으로 인한 전쟁 위기가 미국이 영국 선박에서 나포한 남부연합 외교관들을 석방하면서 해결된다.[94]
- 1864년: 영국은 슐레스비히홀슈타인 문제와 관련하여 덴마크와 프로이센-오스트리아 간의 전쟁에 개입하는 것을 피한다.[95]
- 1865년: 존 드러먼드-헤이가 아프리카 분할 기간 동안 모로코의 독립을 보존하는 데 도움이 되는 영국-모로코 협정을 체결하지만, 술탄국의 관세와 왕실 무역 독점을 축소시킨다.
- 1867년: 1867년 영국령 북아메리카 법으로 내부 자치권을 가진 연방인 캐나다가 탄생한다. 외교 및 국방 문제는 런던에서 처리한다. 장기 목표는 캐나다가 자체적으로 국방비를 부담하는 것이다.[96]
- 1868년부터 1881년까지: 글래드스턴은 아프가니스탄에 대한 도덕주의적 정책을 수립한다.[97]
- 1871년: 프랑스의 어려움을 틈타 러시아는 1856년 파리 조약을 파기하고 흑해를 재무장한다. 이 행동은 1871년 런던 협약에서 승인된다. 근동에서 러시아와의 경쟁이 다시 시작된다.[98]
- 1871년: 미국과의 워싱턴 조약 (1871년)은 1872년 미국에 유리한 방향으로 앨라배마 클레임을 해결하는 중재를 설정한다.
- 1871년: 프랑스 패배 후 독일 통일로 인해 정부는 육군을 확장하고 에드워드 카도웰을 군대 현대화 책임자로 임명한다.[99][100]
- 1873년: 공부대학교가 도쿄에 개교하고 헨리 다이어가 학장으로 취임한다. 일본은 영국의 기술과 사업 방식을 연구하고 모방한다.
- 1874–80년: 벤저민 디즈레일리의 보수당 정부는 여러 성과를 거두었다. 1875년에는 수에즈 운하 회사의 지배 지분을 매입했다. 협상을 통해 러시아는 발칸반도에서의 상당한 이득과 지중해에서의 발판을 포기했다. 영국은 동지중해를 아우르는 해군 기지로서 오스만 제국으로부터 키프로스 통제권을 얻었다. 그 대가로 영국은 오스만 제국의 아시아 영토를 보장했다. 영국은 아프가니스탄과 남아프리카 공화국에서의 분쟁에서는 잘하지 못했다.[101]
- 1875–1900년: 영국은 아프리카 분할에 동참하여 동아프리카, 남아프리카, 서아프리카에서 큰 이득을 얻고 이집트를 "일시적으로" 통제한다.[102]
- 1875–98년: 아프리카 식민지 문제로 프랑스와의 긴장이 고조되었다. 1898년 파쇼다 사건에서는 전투 가능성까지 있었으나, 프랑스가 물러서면서 긴장이 해소되었다.[103]
- 1875년: 영국 정부는 거의 파산 상태였던 이집트의 케디브 이스마일 파샤로부터 수에즈 운하 주식을 매입한다. 프랑스 투자자들이 주식의 대부분을 소유한다.[104]
- 1875–78년: 벤저민 디즈레일리 총리는 근동 위기 동안 오스만 제국에서 러시아의 경쟁 이익을 약화시키기 위해 노력한다. 그는 1878년 베를린 회의 (1878년)에서 원하는 것을 얻었지만, 발칸 반도의 동방 문제에 대한 해결책은 찾지 못했다.[105]
- 1876년: 불가리아 참상이 영국에서 분노를 일으킨다. 글래드스턴은 전국 순회 연설을 통해 디즈레일리 정부의 터키 지지를 비난한다.[106]
- 1877–78년: 러시아-튀르크 전쟁은 러시아의 승리로 끝난다. 산스테파노 조약은 발칸 반도에서 러시아의 힘이 용납할 수 없을 정도로 증가하는 것으로 널리 간주된다.
- 1878년: 러시아의 진격을 막기 위해 영국 함대를 터키 해역으로 파견하는 것을 축하하는 광범위한 "징고이즘"이 퍼진다.
- 1878년: 베를린 조약 (1878년)은 영국에게 키프로스 소유권을 부여한다. 영국은 러시아의 확장을 막기 위해 터키로부터 키프로스를 임차한다. 1914년 영국은 키프로스를 합병하고 1927년에 왕령 식민지로 만들었다. 디즈레일리는 "명예로운 평화"와 키프로스를 확보했다고 자랑한다.[107]
- 1879년: 이집트가 파산한다. 이집트의 재정적 독립이 유럽 은행가들의 컨소시엄에 의해 상실된다. 제1대 크로머 백작 이블린 베어링이 이집트 정부를 재편성하여 이집트가 부채를 갚을 수 있도록 파견된다.[108]
- 1879년: 줄루 전쟁. 영국은 남아프리카를 완전히 통제하려는 전진 정책을 추진한다. 영국은 수에즈 운하를 사용할 수 없는 경우 대체 케이프 항로에 대한 통제권을 유지하기를 원했기 때문이다.
- 1880년: 외교 정책은 1880년 영국 총선의 주요 쟁점이 되었고, 글래드스턴이 이끄는 자유당이 디즈레일리의 보수당을 압승으로 격파하는 데 기여했다.[109]
- 1880–81년: 제1차 보어 전쟁; 영국은 아프리카너의 트란스발 공화국에 패배한다.
- 1880년대: 글래드스턴은 "유럽 협력"을 요구한다. 이는 갈등보다는 협력을, 의심보다는 상호 신뢰를 강조하여 전통적인 경쟁을 극복하는 평화로운 유럽 질서이다. 그는 법의 지배가 힘의 지배와 이웃을 망하게 하는 정책을 대체해야 한다고 제안했다. 그러나 그는 비스마르크의 "실용주의" 시스템, 즉 조작된 동맹과 적대감을 사용하여 압도당했다.[110]
- 1881년: 프리토리아 협약으로 트란스발과 오렌지 자유주와의 전쟁이 끝난다. 이후 보어 공화국은 영국의 모호한 주권 주장 하에 독립한다. 보어 공화국은 자신들을 완전히 독립적인 국가로 보는 반면 영국은 그렇지 않아 많은 미래의 긴장 요인이 된다.
- 1882년: 아흐마드 오라비가 정부의 외국인 통제에 대항하여 이집트에서 봉기를 일으킨다. 영국은 전쟁 후 이집트를 장악한다(명목상 오스만 제국의 일부로 남았지만).
- 1883년: 영국-한국 조약 (1883년)이 체결된다.
- 1883–1907년: 크로머 경이 총영사로서 이집트를 통치한다.[111]
- 1885년: 판즈데 사건이 러시아와의 전쟁 위기를 초래한다.
- 1885–1902년: 역사학자들은 솔즈베리 경이 외무 장관과 총리로서 외교에서 강력하고 효과적인 지도자였다는 데 동의한다. 그는 문제에 대한 뛰어난 이해력을 가지고 있었고, 다음을 입증했다.

끈기 있고 실용적인 실행자로서 영국의 역사적 이익에 대한 예리한 이해를 가지고 있었다… 그는 아프리카 분할, 독일과 미국의 제국주의 세력 등장, 그리고 다르다넬스 해협에서 수에즈 운하로 영국의 관심 이동을 큰 강대국 간의 심각한 대결 없이 감독했다.
- 1886년: 비트바테르스란트 골드 러시. 트란스발에서 금이 발견된다. 남아프리카 공화국의 새로운 부는 프리토리아 협약의 가정을 뒤흔들 위협이 되는데, 이는 두 보어 공화국이 케이프 식민지와 나탈에 대한 영국 지배, 따라서 인도행 케이프 항로에 대한 영국의 통제를 위협하기에는 너무 작고 약하다고 여겨졌기 때문이다. 이제 비트바테르스란트에서 금이 채굴되면서 남아프리카 공화국은 새로운 부를 이용하여 유럽에서 무기를 대량 구매하고, 이는 남아프리카에서 영국의 입지를 잠재적으로 위협할 수 있었다. 영국은 남아프리카 남부 전체를 통제하려는 노력을 다시 시작한다.
- 1887년: 수에즈 운하와 인도 및 아시아로 가는 해상 항로를 보호하기 위해 솔즈베리 총리는 이탈리아 및 오스트리아와 지중해 협정을 체결한다(1887년 3월 및 12월). 이는 영국을 독일 및 삼국 동맹 (1882년)과 간접적으로 동맹시킨다.[113]
- 1889년: 솔즈베리는 1889년 해군 방위법을 통해 왕립 해군의 지배력을 강화한다. 이는 새로운 전함 10척, 새로운 순양함 38척, 새로운 어뢰정 18척, 새로운 고속 포함 4척을 위해 2천만 파운드의 추가 자금을 투입하는 것이다.
- 1890–96년: 영국은 벨기에와의 콩고 조약 포기, 프랑스의 마다가스카르 정복, 극동에서 프랑스, 러시아, 독일의 협력, 미국과의 베네수엘라 위기, 오스만 제국에서의 아르메니아 학살, 프랑스와 러시아 사이의 동맹 형성, 제임슨 습격의 재앙 등 일련의 외교적 역전을 겪는다. 논쟁은 영국의 동맹국 부재에 초점을 맞춘다.[114]
- 1890–1902년: 솔즈베리는 공식 동맹 없이 화려한 고립 정책을 추진한다.[115]
- 1890년: 남아프리카 공화국은 트란스발 금광의 외국인, 주로 영국인 노동자들을 지칭하는 우이틀란더의 대부분을 참정권에서 박탈하는 법률을 통과시킨다. 우이틀란더 문제는 다음 10년 동안 주요 긴장과 갈등의 원인이 된다.
- 1890년: 독일과의 헬골란트-잔지바르 조약. 영국은 독일의 잔지바르 식민지를 얻는 대신 독일 해안에 있는 작은 전략적 섬을 포기하고 아프리카에서 국경에 합의한다.[116]

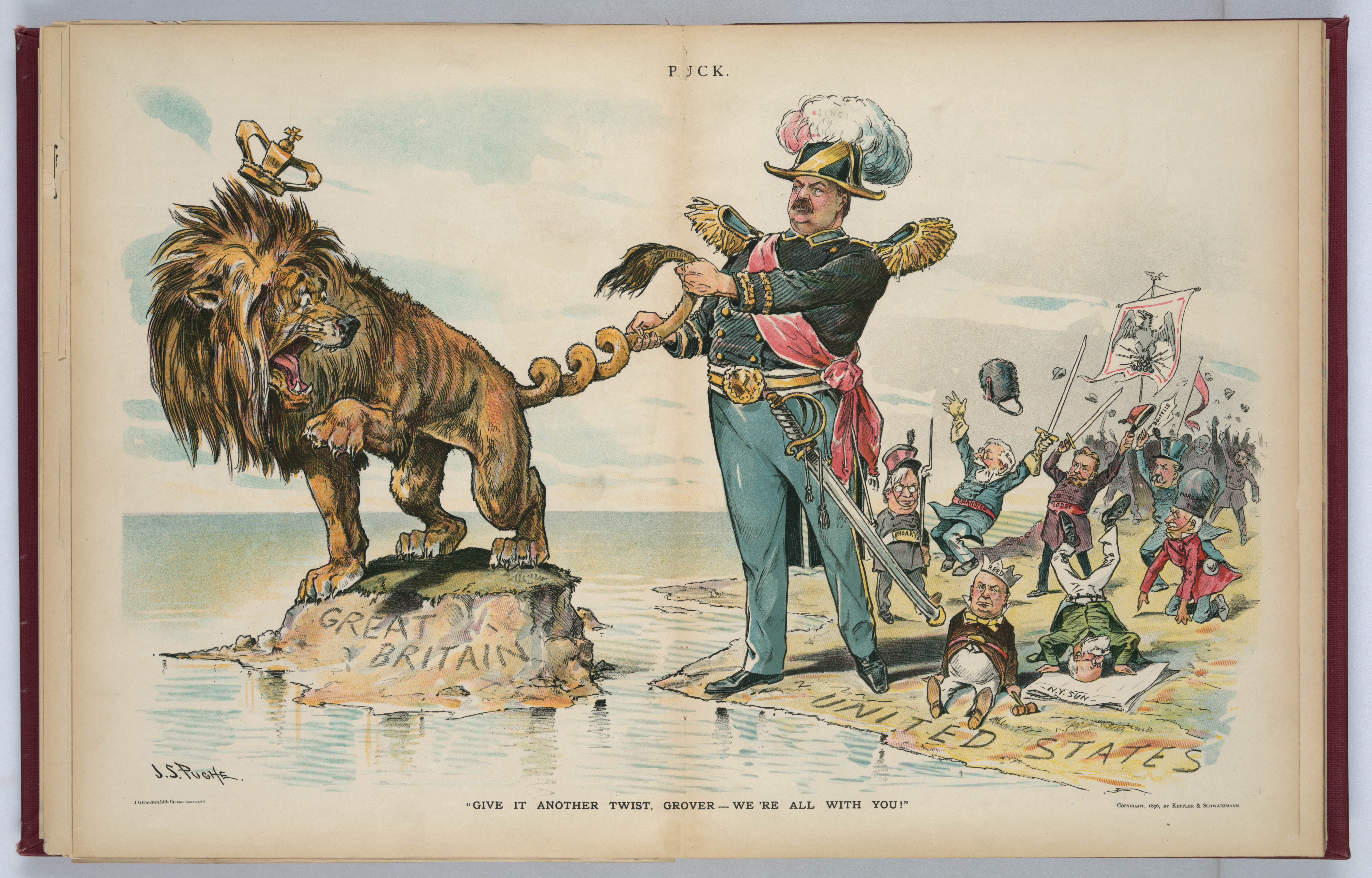
클리블랜드 대통령이 베네수엘라 문제와 관련하여 영국 사자의 꼬리를 비트는 모습—미국 아일랜드계 가톨릭 신자들에게 찬사를 받은 정책. J.S. 푸그의 만화, 1895년 Puck에 실림

- 1895년: 베네수엘라 위기 (1895년). 베네수엘라와의 국경 분쟁은 미국이 베네수엘라 편에 개입하면서 영국-미국 간의 주요 위기를 초래한다. 이는 중재를 통해 해결되었고, 미국과의 전쟁을 위협했던 마지막 위기였다.[117]
- 1894–96년: 영국은 터키에 압력을 가하여 기독교인 학대를 중단하도록 한다. 터키에 거주하는 아르메니아인들에 대한 일련의 escalating 잔학 행위가 영국에서 대중의 분노를 일으킨다. 다른 강대국들과 제재 또는 처벌을 조율하려는 모든 노력은 실패하고, 아르메니아인들은 아무런 도움도 받지 못한다.[118][119]
- 1895–96년: 제임슨 습격. 세실 로즈가 선동한 트란스발 공화국의 폴 크뤼거 대통령을 전복시키려는 쿠데타 시도가 실패한다. 그 결과 아프리카너 민족주의가 강화되고 영국은 곤란을 겪는다.[120]
- 1896년 1월: 독일의 빌헬름 황제는 1896년 1월 트란스발의 크뤼거 대통령이 제임슨 습격을 격퇴한 것을 축하하는 크뤼거 전문으로 긴장을 고조시켰다. 베를린의 독일 관리들은 황제가 트란스발에 대한 독일의 보호령을 제안하는 것을 막는 데 성공했다. 그 전보는 역효과를 내어 영국은 독일을 주요 위협으로 보기 시작했고 프랑스와 더 우호적인 관계로 나아갔다.[121]

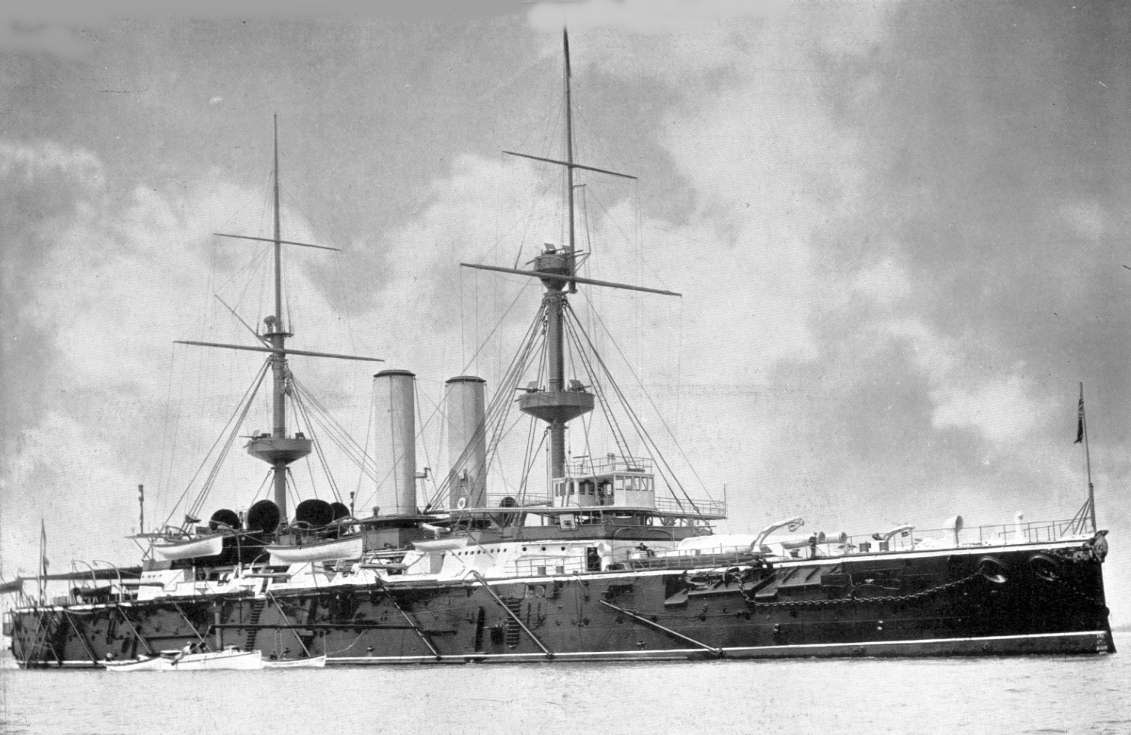
전함 HMS 로열 소버린, 1896년

## 1897–1919
- 1897년: 알프레트 폰 티르피츠 제독이 독일 해군성 차관으로 임명된다. 이는 독일 해군이 소규모 해안 방어 병력에서 영국 해군력에 도전할 함대로 변모하기 시작하는 계기가 된다. 티르피츠는 국제 세력 균형을 독일의 결정적인 우위로 바꾸려는 더 넓은 시도의 일환으로 영국이 독일과 맞붙기에는 너무 위험하게 만들 "위험 함대"(Riskflotte)를 요구한다.[122]
- 1897년: 독일 외무장관 베른하르트 폰 뷜로가 세계정치를 요구한다. 독일의 새로운 정책은 유럽 강대국이 아닌 세계 강대국으로서의 주장을 펼치는 것이다. 독일은 현상 유지를 지지하는 보수 강대국이라는 비스마르크 시대 정책을 포기하고, 대신 국제 질서에 도전하고 혼란을 야기하려는 수정주의 강대국이 된다. 이제 독일의 정책은 세계 강대국으로서의 주장을 펼치는 것이었다. 장기적인 결과는 영국과 독일이 친구가 되거나 동맹을 맺을 수 없게 된 것이다.[123]
- 1898년: 제1차 해군법이 독일에서 통과되어 티르피츠의 비전을 달성하기 위한 함대 건설에 국가가 전념하게 된다.[124]
- 1898년: 중국과의 홍콩 영토 확장 조약 체결.[125]
- 1898년: 수단에 대한 영국-이집트 통제 확립.[126]
- 1898년: 파쇼다 사건으로 나일강 상류(현재 남수단 동부) 통제권을 놓고 프랑스와 전쟁 위협이 발생한다. 프랑스는 물러선다. 영국의 장기 목표는 케이프 카이로 철도로 남아프리카와 이집트를 연결하는 것이다. 이는 통치를 용이하게 하고, 군사 이동성을 신속하게 하며, 정착을 촉진하고 무역을 활성화할 것이다. 철도의 대부분은 결국 건설되지만, 간극이 있었다.[127]
- 1898년: 미국-스페인 전쟁. 영국은 친미 중립을 유지한다. 영국-미국 관계는 19세기 말에 현저히 개선되기 시작한다.[128]
- 1899년: 영국은 중국 시장에 전 세계가 접근할 수 있도록 "문호 개방 정책"을 지지한다.[129]
- 1899년: 알프레드 밀너, 남아프리카 영국 고등판무관과 트란스발의 폴 크뤼거 대통령 간의 블룸폰테인 회담. 주요 쟁점은 우이틀란더와 영어의 지위 문제였으며, 밀너는 트란스발의 주권이 크게 축소되어야 한다고 요구했다. 회담은 실패로 끝난다.[130]
- 1899년: 조지프 체임벌린 식민지 장관의 독일과의 동맹 제안이 베를린에 의해 거부된다.[131]
- 1899년: 트란스발(트란스발 공화국)이 영국에 선전포고를 하면서 제2차 보어 전쟁이 시작된다.[132][133]
- 1899년: 제1차 헤이그 회담은 국제 평화 규칙을 성문화하려는 주요 노력이다. 이는 국제 분쟁 해결을 돕는 메커니즘을 구축했다. 영국과 러시아는 1904년 도거 뱅크 사건을 해결하는 데 이 절차를 사용했다. 상설 중재 재판소를 설립했다. 유럽의 군비 경쟁을 늦추는 데는 거의 기여하지 못했다. 독가스 사용을 금지하는 선언은 단순히 무시되었다.[134]
- 1900년: 영국군이 중국 베이징에서 국제 구출 작전에 참여하여 반서구 의화단 운동을 진압한다.[135]
- 1900년: 제2차 해군법이 독일에서 통과되어 독일 해군의 규모를 엄청나게 늘릴 것을 요구한다.
- 1901년: 미국과의 헤이-파운스풋 조약이 1850년 클레이턴-불워 조약을 무효화한다. 미국이 파나마 운하를 건설하도록 허용하고 모든 국가에 대한 개방 통항을 보장한다. 파나마 운하는 1914년에 개통된다.[136]
- 1902년: 관대한 베르니이헝 조약. 보어 전쟁이 영국의 승리로 끝난다. 트란스발과 오렌지 자유주는 합병되어 1910년에 남아프리카 연방의 일부가 된다. 얀 스뮈츠를 비롯한 보어 지도자들은 영국 지도자로 인정받는다.[137]

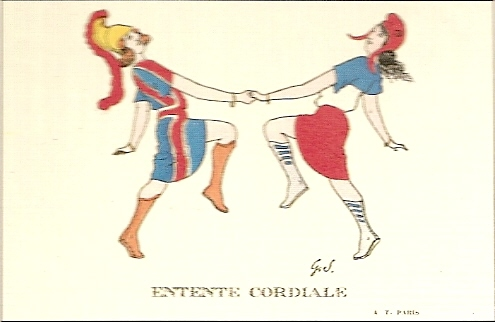
1904년 프랑스 엽서에 브리타니아와 마리안이 새로워진 "협상" 정신을 축하하며 행복하게 춤추는 모습이 담겨 있다.

- 1902년: 독일에 주재하는 해군 무관 왓슨 대위의 보고서에 따르면 1898년에 시작된 독일의 군비 증강은 영국 해군력에 도전하기 위한 함대를 건설하려는 의도였다. 영국-독일 해군 경쟁이 시작된다.[138]
- 1902년: 영일 동맹이 체결된다. 1905년에 갱신 및 확대되며, 1923년에는 갱신되지 않는다.[139]
- 1903년: 에드워드 7세 국왕이 왕위에 올랐지만 프랑스와는 오랜 친분이 있었고, 파리를 매우 성공적으로 방문하여 적대감을 우정으로 바꾼다.[140]
- 1903년: 영허즈번드 원정이 티베트로 향한다. 영국은 달라이 라마 궁정에 러시아의 영향력이 인도에 위협이 된다고 판단하여 티베트를 침공한다.[141]
- 1904년: 러일 전쟁이 시작된다. 영국은 일본을 지지하고 프랑스와 독일은 러시아를 지지한다. 영국은 러시아에 대항하여 일본과 신호 정보(signet, 신호 정보)를 공유한다.[142] 일본과의 정보 공유로 인해 영국 의사 결정자들은 독일이 유럽 세력 균형을 교란하려는 시도의 일환으로 러시아를 지원하고 있다는 결론에 점점 더 이르게 된다.[143]
- 1904년 4월 8일: 프랑스와의 세 가지 협정("영불 협상")으로 많은 마찰 지점이 해소된다. 프랑스는 이집트에 대한 영국의 통제권을 인정하고, 영국은 모로코에서 프랑스에 대해 상호적인 인정을 한다. 프랑스는 뉴펀들랜드 해안에서의 독점 어업권을 포기하고 그 대가로 감비아(세네갈)와 나이지리아에서 배상금과 영토를 받는다. 영국은 마다가스카르에서의 프랑스 관세 제도에 대한 불만을 철회한다. 시암(태국)에서의 영향권이 정의된다. 뉴헤브리디스 제도에 대한 문제는 1906년에 해결된다. 이는 영국이 이집트에서 권리를 인정함으로써 통제를 크게 확장할 수 있게 되었음을 의미한다. 협상은 프랑스 외무장관 테오필 델카세와 영국 외무장관 제5대 랜즈다운 후작 헨리 페티피츠모리스 사이에 이루어졌다.[144]
- 1904년: 티베트와의 협약으로 영국 무역 사절단이 설립될 수 있도록 허용되었으며, 티베트를 영국 영향권 내로 끌어들이는 것을 목표로 한다.[145]
- 1904년: 도거 뱅크 사건. 러시아 발트해 함대가 일본과 싸우기 위해 한국으로 향하던 중 우연히 영국 어선을 공격한다. 영국과 러시아는 거의 전쟁에 돌입할 뻔했다. 러시아가 사과하고 배상금을 지불하면서 위기는 끝난다.[146]
- 1905년: 제1차 모로코 위기. 독일이 영불 협상을 깨기 위해 프랑스에 전쟁을 위협한다. 영국은 독일이 프랑스를 공격할 경우 프랑스 편에 개입할 것임을 분명히 한다.[147]
- 1905년: 페르시아 입헌 혁명은 러시아와의 긴장을 야기한다. 영국은 페르시아 자유주의자들을 지지하고 러시아는 샤를 지지한다.[148]
- 1906년: 알헤시라스 회담으로 모로코 위기가 끝난다. 프랑스가 북아프리카에서 지배적인 역할을 하면서 독일에게는 외교적 패배가 된다. 이 위기는 런던과 파리를 훨씬 가깝게 만들었고, 독일이 둘 중 하나를 공격할 경우 동맹이 될 것이라는 가정을 세우게 된다.[149]
- 1906년: 영국은 독일의 가속화된 해군 군비 경쟁에 피셔 경이 개발한 혁신적인 기술로 대응한다. HMS 드레드노트의 진수는 다른 모든 전함을 기술적으로 구식으로 만들었으며, 독일과의 해군 경쟁에서 질적, 양적 우위를 유지하는 영국의 성공을 보여주었다.[150]
- 1906년: 제3차 해군법이 독일에서 통과된다. 독일은 해군 경쟁에서 영국을 따라잡기 위해 자체적으로 "대포 중심" 전함을 건조할 계획이다.

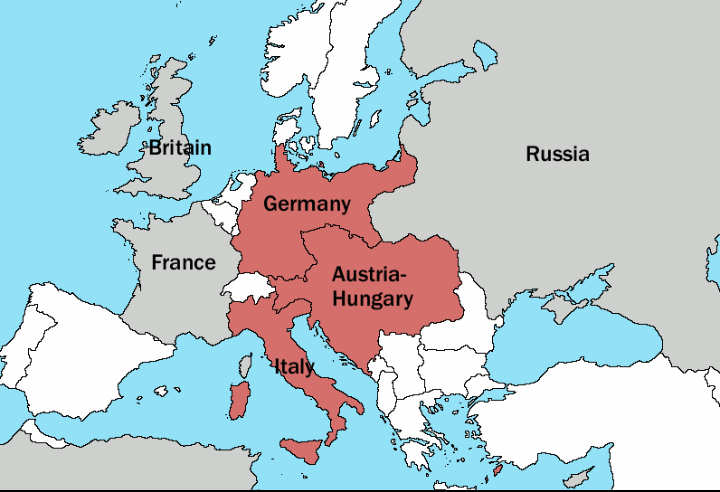
1907년에 형성된 삼국 협상(회색)과 1882년–1914년 삼국 동맹(빨간색).

- 1907년: 영국-러시아 협상이 이루어져 영국과 러시아 간의 미해결 분쟁이 해결된다. 이는 티베트, 페르시아, 아프가니스탄 통제에 대한 그레이트 게임을 종식시킨다.[151]
- 1907년: 프랑스, 러시아와의 삼국협상은 독일, 오스트리아, 이탈리아의 삼국 동맹 (1882년)에 대항한다.[152]
- 1908년: 제4차 해군법이 독일에서 통과된다. 독일이 해군 경쟁에서 이기고 있는 것으로 보이자, 영국 대중은 "우리는 8척을 원하고 기다리지 않을 것이다"라는 슬로건 아래 더 많은 군함 건조를 요구하는 아우성으로 응답했다.
- 1911년: 독일에 주재하는 해군 무관 왓슨 대위의 보고서에 따르면 독일 전함, 중포, 수병들의 힘과 효율성이 점점 증가하고 있었다.[153]
- 1911년: 제2차 모로코 위기로 프랑스가 모로코에 대한 통제권을 더 많이 획득하기 위해 강력하게 압박한다. 독일 외무장관 알프레트 폰 키더렌-뵈히터는 이러한 움직임에 반대하지 않았지만, 독일은 아프리카 다른 지역에서 보상을 받을 자격이 있다고 느꼈다. 그는 작은 전함을 보내고, 호전적인 위협을 가하며, 독일 민족주의자들 사이에서 분노를 부추겼다. 프랑스와 독일은 곧 타협에 합의했다. 그러나 영국 내각은 프랑스에 대한 독일의 공격성에 경각심을 가졌다. 데이비드 로이드 조지는 독일의 움직임을 참을 수 없는 굴욕으로 비난하는 극적인 "맨션 하우스" 연설을 했다. 전쟁에 대한 이야기가 있었고, 독일은 물러섰다. 베를린과의 관계는 계속 좋지 않았다.[154]
- 1911년: 보수당이 이끄는 친영국, 반미 감정의 고조로 캐나다와 미국 간의 관세 인하 호혜 조약이 실패한다.[155]
- 1912년: 제5차 해군법이 독일에서 통과되어 영국 왕립 해군의 해상 통제권을 위협하는 독일 함대의 확장이 이루어진다.
- 1912년: 홀데인 임무가 독일로 향한다. 제1대 홀데인 자작 리처드 홀데인은 독일 고위 관리들과 만나 해군 경쟁을 끝내기 위해 베를린을 방문한다. 홀데인의 군함 건조 "해군 휴전" 제안은 독일이 "해군 휴전"을 독일이 프랑스를 공격할 경우 영국이 중립을 지키겠다는 약속과 연결하려 하면서 실패로 끝난다. 티르피츠 제독은 추가 해군 건설을 명령한다.[156][157]
- 1914년: 오스트리아-헝가리가 세르비아에게 거부를 유도하기 위한 조건이 담긴 최후통첩을 제출하면서 7월 위기가 촉발된다. 외무장관 에드워드 그레이는 평화를 유지하고 타협을 중재하기 위해 노력하지만, 실패한다.
- 1914년 8월 4일: 영국과 그의 제국을 대표하는 국왕은 독일의 벨기에 중립 침해에 따라 독일과 오스트리아에 선전포고를 한다.
- 1914년: 서부 전선 (제1차 세계 대전)에서 교착 상태에 빠지지만, 영국과 자치령들은 해외 독일 식민지를 점령한다.
- 1915년: 영국 여객선 틀:RMS가 독일 잠수함에 의해 경고 없이 어뢰 공격을 받아 18분 만에 침몰한다. 1,200명이 사망한다. 독일은 승객들의 탈출을 허용하지 않아 국제법을 위반했다.
- 1915년: 런던 조약 (1915년)으로 이탈리아가 연합국 측에 참전한다. 이탈리아는 오스트리아-헝가리를 희생하여 주요 영토를 획득할 것을 비밀리에 약속받는다.
- 1916년: 사이크스–피코 협정이 체결된다. 영국과 프랑스는 오스만 제국이 해체될 경우 영향권을 결정한다.
- 1917년 4월 7일: 미국은 독일과 오스트리아에 선전포고한다. 실제로 연합국에 가입하지 않고 독립적인 세력으로 남는다. 1917년에 명목상의 군대를 파견한다. 미국이 전쟁에 참전하는 주요 요인 중 하나는 치머만 전보로, 영국이 가로채 해독하여 유출한 독일의 멕시코 및 일본과의 반미 동맹 제안이었다.
- 1917년: 밸푸어 선언이 발표되어 팔레스타인에 유대인 "국가 본향"에 대한 영국의 지지를 표명한다.
- 1918년: 영국은 미국의 전쟁 목표 선언인 14개조 평화 원칙을 수용한다.
- 1918년: 러시아 내전에 대한 영국 개입의 시작. 제1차 세계 대전 종전 후 영국은 러시아 백군 세력의 가장 큰 지지자가 된다.
- 1918년 11월: 영국과 연합국이 독일, 오스트리아-헝가리, 터키를 격파한다. 이들 제국은 (러시아 제국과 함께) 해체된다.
- 1919년: 베르사유 조약에서 데이비드 로이드 조지 총리는 핵심 협상가였다. 독일과의 연합군 승리 며칠 후 치러진 1918년 영국 총선에서 로이드 조지는 독일에 가혹한 조약을 부과할 것을 약속했다. 그러나 베르사유 회담에서는 훨씬 더 온건한 접근 방식을 취했다. 프랑스와 이탈리아는 독일의 전쟁 시작 책임 인정(독일을 굴욕시켰다)과 참전 용사 수당과 이자를 포함한 연합군의 모든 전쟁 비용 지불 요구 등 가혹한 조건을 요구하고 달성했다.[158]
- 1919년: 국제연맹이 창설되며, 영국은 자치령 및 인도와 함께 적극적인 회원국이 된다.

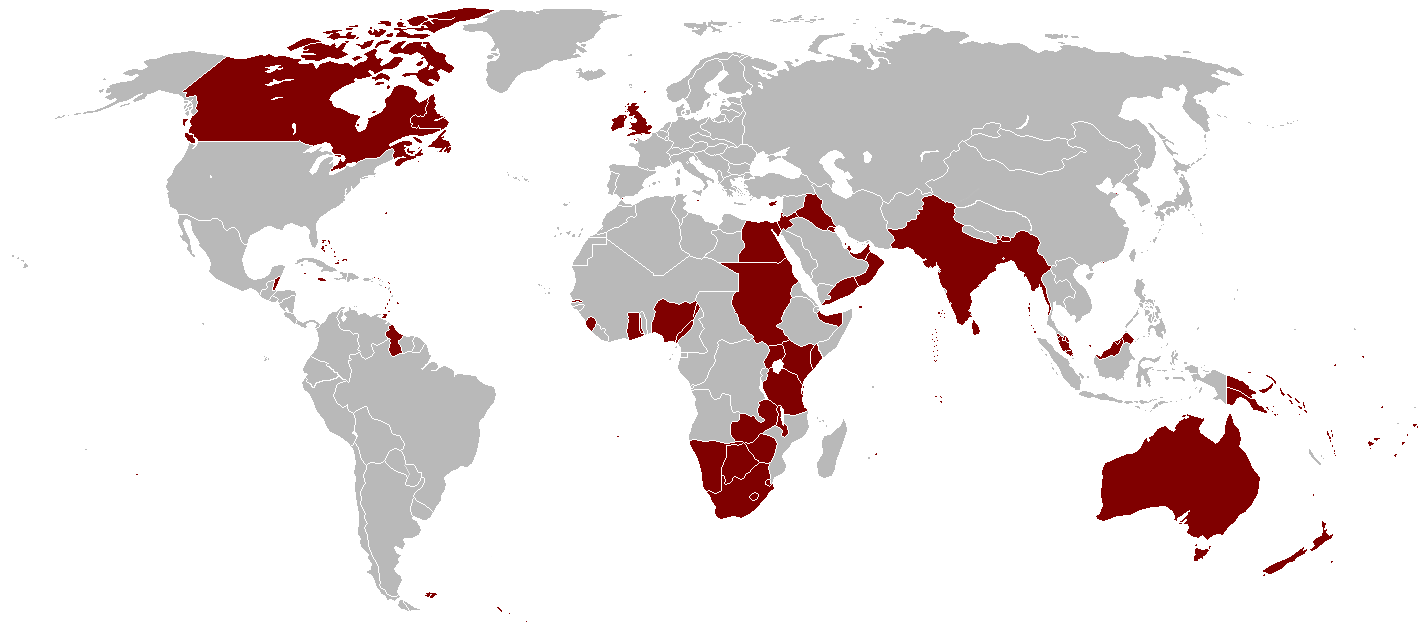
1921년 대영 제국

## 1920–1934
- 1919년: 그리스-튀르키예 전쟁 시작. 영국은 그리스의 주요 지지자였으나, 그리스는 부진했다.[159]
- 1919년: 육군 장관 윈스턴 처칠은 향후 10년 동안 주요 전쟁이 없을 것이라는 가정을 바탕으로 군사비 지출을 결정하는 10년 규칙을 도입한다. 10년 규칙은 군사비 지출의 엄청난 감소로 이어진다.[160]
- 1920년: 레오니트 크라신이 런던을 방문하여 로이드 조지를 만난다. 소련 러시아와 영국의 첫 공식 접촉.[161]
- 1921년: 영소 무역 협정이 체결된다. 영국과 소련 러시아 간의 첫 조약.[162]
- 1921년: 앙카라 조약이 체결된다. 프랑스는 그리스-튀르키예 전쟁에서 터키를 지원하고 영국은 계속 그리스를 지원한다.[163]
- 1922년: 워싱턴 회담이 4국 조약, 워싱턴 해군 군축 조약, 9국 공약으로 마무리된다. 10년간 대규모 해군 군비 축소가 이루어지며 모든 주요 해군이 급격히 감축된다. 영국은 "둘째가라면 서러울" 해군을 보유하겠다는 주장을 포기하고 미국 해군을 동등하게 인정한다. 제1차 세계 대전으로 약화된 영국 경제에게 미국 및 일본과의 해군 경쟁 비용은 엄청나게 비쌌다. 주요 강대국들의 상대적 해군력은 영국=5, 미국=5, 일본=3, 프랑스=1.75, 이탈리아=1.75로 고정된다. 영국은 허용된 최대치까지 군함을 건조하지 않는다. 강대국들은 10년간 조약을 준수하다가 해군 군비 경쟁을 시작한다.[164][165]
- 1922년: 국제연맹은 1917년 오스만 제국으로부터 정복한 팔레스타인 위임통치령을 영국에게 위임한다. 이 위임 통치는 1948년까지 지속된다.[166]
- 1922년: 제노아 회의 (1922년). 영국은 독일로부터 징수해야 할 배상금 액수를 놓고 프랑스와 공개적으로 충돌한다.[167]
- 1922년: 일본과의 동맹이 종료된다. 캐나다와 호주는 미국처럼 이 조약을 좋아하지 않았다.[168]
- 1922년: 차나크 위기. 영국은 터키와 거의 전쟁에 돌입할 뻔했다. 일부 자치령들은 영국이 전쟁에 돌입할 경우 참전할 것을 약속하기를 거부했으며, 이는 화이트홀에 큰 충격을 안겨주었다. 로이드 조지의 터키와의 전쟁 의도는 그의 정부를 무너뜨리는 결과를 낳았다.[169]
- 1923년: 영국 정부는 미국 재무부에 대한 9억 7천 8백만 파운드의 전쟁 부채를 10년간 연 3천 4백만 파운드, 이후 52년간 연 4천만 파운드를 정기적으로 지불하겠다고 약속하며 재협상했다. 이는 미국이 독일에 돈을 빌려주고, 독일은 다시 영국에 배상금을 지불하며, 영국은 미국 정부로부터 받은 대출금을 갚는 방식이었다. 1931년 모든 독일의 지불이 중단되었고, 1932년 영국은 미국에 대한 지불을 중단했다. 모든 제1차 세계 대전 부채는 1945년 이후에 최종적으로 상환되었다.[170]
- 1923년: 프랑스는 독일의 배상금 미납에 따라 루르 점령을 단행한다. 영국은 독일 경제가 회복되어 배상금을 지불하고 무역을 늘리기를 원했다. 프랑스는 영국의 주장을 거부하고 벨기에와 함께 1922~25년에 루르를 점령했다. 이후 영국의 정책은 불확실했으나, 미국을 초청하여 문제를 해결하려는 아이디어를 내놓았고, 이는 도스 플랜으로 실행되었다.[171][172][173]
- 1923년: 터키와의 로잔 조약 (1923년). 영국은 1920년 이전의 세브르 조약에 비해 터키에게 큰 양보를 강요당했다.[174]
- 1924년: 램지 맥도널드 노동당 총리와 프랑스 총리 에두아르 에리오 간의 런던 회의. 영국은 프랑스에게 독일로부터 징수할 배상금 액수를 줄이도록 강요했다. 영국 외교관 에릭 핍스 경은 "런던 회의는 프랑스 '거리의 남자들'에게는 길고 고난스러운 길이었는데, 에리오 씨가 배상 위원회에서 프랑스의 우세, 독일 채무 불이행 시 제재권, 루르의 경제적 점령, 프랑스-벨기에 철도국, 그리고 마침내 1년 이내 루르의 군사적 점령이라는 프랑스가 소중히 여겼던 소유물들을 하나씩 포기하는 것을 보았기 때문이다"라고 언급했다.[175]
- 1924년: 제네바 의정서 (1924년)(국제 분쟁의 평화적 해결을 위한 의정서)는 램지 맥도널드 총리와 프랑스 총리 에두아르 에리오가 국제연맹에 제출한 제안이었다. 이는 분쟁의 강제 중재를 설정하고 국제 분쟁에서 누가 침략자인지 결정하는 방법을 만들었다. 국가 간의 모든 법적 분쟁은 국제사법재판소에 제출될 것이다. 1925년에 군축 회의를 소집할 것을 요구했다. 분쟁에서 준수를 거부하는 어떤 정부도 침략자로 지목될 것이다. 침략의 피해자는 국제연맹 회원국으로부터 즉각적인 지원을 받을 것이다. 맥도널드는 권력을 잃었고, 새로운 보수당 정부는 이 제안이 미국과의 갈등으로 이어질 것을 우려하여 비난했다. 워싱턴도 이에 반대했고, 모든 영국 자치령도 마찬가지였다. 이 제안은 1925년에 연기되었고 효력을 발휘하지 못했다.[176][177]
- 1924년: 노동당 정부가 소련 러시아와 외교 관계를 수립한다.[178]
- 1925년: 로카르노 조약으로 독일의 지위가 정상화되지만, 베르사유 조약의 조항은 여전히 적용된다. 이는 새로운 유럽 현상 유지를 안정화하려는 영국의 10년간의 노력이 시작됨을 의미하며, 안정과 무역이 또 다른 전쟁을 막기를 희망한다.[179][180]
- 1926년: 모술에 대한 터키와의 분쟁이 끝난다. 터키는 이라크의 모술 지역에 대한 주장을 포기한다.[181]
- 1927년: 영국 경찰이 런던의 ARCOS 사무실을 급습한다. ARCOS 건물에서 활동하던 소련 스파이 조직이 발각되면서 소련과의 관계가 단절된다.[182]
- 1929년: 맥도널드의 노동당 정부가 소련과의 관계를 복원한다.[183]
- 1929년: 맥도널드가 미국을 방문한다. 영국 현직 총리로서는 첫 미국 방문이었다.[184]
- 1929–31년: 노동당 외무장관 아서 헨더슨은 국제연맹에 강력한 지지를 보낸다.[185]
- 1931년: 웨스트민스터 헌장으로 자치령들의 완전한 독립을 인정한다.[186]
- 1932년: 1932년 일본이 상하이를 공격하면서 영국의 극동 정책은 위기에 직면한다. 영국 해외 투자의 6%가 중국에 있었고, 그 중 3분의 2는 상하이에 있었다. 그 결과 10년 규칙이 폐지된다(10년 동안 전쟁이 없을 것이라는 가정을 바탕으로 군사 계획을 세워야 한다는 규칙). 내각은 향후 10년 이내에 일본과의 전쟁이 있을 수도 있다는 가정 하에 왕립 해군 예산을 소폭 증액하도록 승인했지만, 대공황으로 인한 제약으로 인해 지출될 금액은 제한된다. 영국의 재무장이 시작된다.[187]
- 1932년: 영국은 미국에 대한 제1차 세계 대전 채무 지불을 중단한다.
- 1934년: 국방 요구 위원회의 비밀 보고서는 독일을 "궁극적인 잠재적 적"으로 지목하고, 5개 기계화 사단과 14개 보병 사단으로 구성된 대륙 원정군을 요구한다. 예산 제약으로 인해 이러한 대규모 병력의 편성은 불가능하다.[188]
- 1934년: 1934–35년 "항공 공황"이 시작된다. 영국 언론에서 독일 공군력에 대한 과장된 주장이 제기된다. 영국 공군은 재무장의 주요 수혜자가 된다.[189]

## 1935–1945
- 1935년: 1150만 표가 투표된 평화 투표가 실시된다. 강력한 찬성표는 모호했으며 캠페인은 편향에 의해 왜곡되었다. 정치 지도자들은 이를 진지한 외교 정책 성명이라기보다는 희망적인 생각의 표현으로 간주하여 무시했다.[190][191]
- 1935년: 램지 맥도널드 총리, 프랑스 총리 피에르 라발, 이탈리아 총리 베니토 무솔리니 간의 정상회담 후 스트레사 전선이 형성된다. 이는 무력으로 베르사유 조약에 대한 어떠한 도전에도 막연하게 반대하려 했다. 무솔리니는 영국이 에티오피아에 관심이 없다고 오해한다.[192]
- 1935년: 런던에서 영국-독일 해군 협정이 체결된다. 이는 1914년 이전의 영국-독일 해군 경쟁의 반복을 피하기 위함이었다.[193]
- 1935년: 이탈리아가 에티오피아를 침공한다. 영국이 집단 안보를 유지하려는 미온적인 시도를 하면서 영국-이탈리아 관계에서 위기가 시작된다. 무솔리니는 영국과의 전쟁을 위협한다.[194]
- 1935년: 1935년 영국 총선이 치러진다. 스탠리 볼드윈 정부는 집단 안보 유지를 약속하며 재집권한다.
- 1935년: 프랑스와의 호어-라발 협정은 이탈리아를 달래고 에티오피아 침공에 대한 국제연맹 제재를 피할 것을 제안한다. 이 제안은 내각의 승인을 받았으나 대중의 반응은 매우 부정적이었고 새뮤얼 호어 외무장관은 사임할 수밖에 없었으며, 앤서니 이든으로 교체된다.[195][196][197]
- 1936년: 라인란트 재무장. 독일이 라인란트의 독일 부분을 재무장하여 병력이 주둔해서는 안 된다는 베르사유 및 로카르노 조약을 명백히 위반한다. 볼드윈 정부는 항의했지만, 평화를 매우 중요하게 여겨 행동을 취하지 않았다. 프랑스는 독일을 라인란트에서 몰아낼 충분한 군사적 우위를 가지고 있었지만, 대신 영국을 따라 아무것도 하지 않기로 결정했다. 프랑스는 군사에 대한 자신감이 부족했고 또 다른 값비싼 전쟁을 두려워했다.[198][199]
- 1936–39년: 스페인 내전에 대한 영국 여론은 깊이 분열되어 있었는데, 정부는 우익 민족주의자들을 선호하는 경향이 있었고, 지식인과 노동조합은 공화국이 반파시즘이기 때문에 공화국을 선호했다. 공산주의자들은 시위 운동의 지도자였고, 2500명의 영국과 아일랜드 자원봉사자들이 공화국을 위해 싸우기 위해 스페인으로 갔으며, 500명이 사망했다.[200] 정부는 전쟁이 확산될 것을 우려하여 중립을 선포하고 양측에 대한 무기 선적에 반대하는 주요 강대국들과 합류한다. 그럼에도 불구하고 독일과 이탈리아는 민족주의자들을, 소련은 공화파를 지원한다. 프란시스코 프랑코 휘하의 민족주의자들이 1939년에 완전히 승리한다.[201]
- 1937년: 일본 비행기가 양쯔강에서 영국 포함을 공격하고 영국 주중 대사 휴 나치불-허거슨 경의 차에 기관총을 난사하여 그가 중상을 입는다. 이 공격이 USS 파나이 사건과 동시에 발생하자 영국은 이에 대한 대응으로 일본에 대한 영국-미국 봉쇄를 제안한다. 미국 대통령 프랭클린 루스벨트는 영국의 제안을 거부하고 대신 일본의 사과를 받아들이지만, 1938년 초에 비밀 영국-미국 해군 회담을 시작하도록 허용한다.
- 1938년: 멕시코 석유 국유화. 라사로 카르데나스 정부가 멕시코에 있는 영국 석유 회사 소유의 토지를 국유화한다.[202]
- 1938년: 영국-이탈리아 협정 (1938년)이 체결된다. 영국은 이탈리아와의 관계를 회복하려 노력한다.[203]
- 1938년: 앤서니 이든 외무장관은 비밀 정보 보고서를 사용하여 이탈리아가 적이라는 결론을 내렸다. 그는 네빌 체임벌린 총리가 독일을 막기 위해 이탈리아에 더 가까이 다가가는 것에 항의하며 사임했다.[204]
- 1938년: 히틀러는 체코슬로바키아의 일부인 주데텐란트의 독일계 민족에 대한 학대 혐의를 빌미로 전쟁을 위협한다. 영국과 프랑스는 독일에게 양보하여 전쟁을 피하기 위한 강도 높은 유화정책을 펼친다. 체코슬로바키아는 협의 대상이 아니었다.[205]
- 1938년: 영국과 프랑스는 나치 독일과 뮌헨 협정을 체결한다. 네빌 체임벌린 총리는 이것이 "우리 시대의 평화"를 의미한다고 약속한다. 역사가들은 이견이 분분하다. 일부는 유화정책이 비겁함이었다고 주장하고, 다른 일부는 독일과의 전쟁 준비가 되지 않은 영국을 구했다고 주장한다.[206][207]
- 1939년 3월 15일: 독일이 체코슬로바키아 전역을 점령하면서 유화 정책이 끝난다.
- 1939년 3월 31일: 체임벌린 총리가 프랑스와 협력하여 하원에서 폴란드 독립 "보장"을 발표한다. 폴란드 독립이 위협받으면 전쟁에 돌입할 것이라고 한다.
- 1939년: 톈진 사건. 일본이 중국 톈진의 영국 조계지를 봉쇄하면서 영국과 일본이 거의 전쟁에 돌입할 뻔했다.[208]
- 1939년: 영국은 독일의 위협에 맞서 폴란드의 국경을 보장하는 방위 조약을 폴란드와 체결한다.[209]
- 1939년 9월 1일: 독일이 폴란드를 침공한다. 영국과 프랑스는 9월 3일 선전포고한다.
- 1939–40년: 서부 전선에서 거의 행동이 없던 "가짜 전쟁"
- 1940년: 영국군이 됭케르크에서 포위당했다가 아슬아슬하게 탈출한다.[210]
- 1940년 9월: 영국은 기지 건설에 대한 구축함 지원 협정을 통해 서반구 식민지에 있는 기지들을 미국으로부터 구축함을 받는 대가로 교환한다. 구축함은 호송대를 방어하는 데 사용되었다. 식민지는 미국의 우정을 확보하고 미국의 점진적인 영향력을 최소화하기 위한 흥정 수단으로 사용되었다.[211]
- 1941년 1월: 영국은 미국에게 지원이 없으면 그 해 말에 파산할 것이라고 통보한다.
- 1941년: 미국이 연합군의 전쟁 노력을 지원하기 위해 무기대여법을 시작한다. 영국에는 314억 달러, 소련에는 113억 달러가 제공된다. 캐나다는 별도의 프로그램으로 47억 달러를 지원한다. 1917–18년 미국 원조와 달리 무기대여법은 대출이 아니며 상환할 필요가 없다.[212][213]
- 1941년 6월 22일: 독일이 소련을 침공하는 바르바로사 작전을 개시하여, 소련은 연합국 (제2차 세계 대전)의 일원이 되어 추축국과 맞서 싸우게 된다.
- 1941년: 윈스턴 처칠 총리는 프랭클린 루스벨트 대통령과 대서양 헌장에 합의한다.[214]
- 1941년: 영국-소련의 이란 침공은 이란이 독일인 고문들을 내보내지 않는다는 구실로 중립국을 점령한다.
- 1941–45년: 제2차 세계 대전의 북극해 호송대는 영국이 전쟁 중 소련에 무상으로 제공한 물품들을 운송했다.[215]
- 1941년: 일본이 미국, 영국, 네덜란드를 공격한다. 일본은 홍콩, 브루나이, 말라야, 사바, 사라왁, 싱가포르, 버마를 점령한다. 전쟁 포로들에게는 심한 학대가 가해진다.[216]
- 1942년: 영국과 소련은 승전 후 폴란드의 국경을 서쪽으로 이동시켜 소련이 동쪽 땅을 차지하고 폴란드는 독일에 속해 있던 서쪽 땅을 얻기로 합의한다. 이들은 폴란드와 소련 사이의 국경으로 "커즌선"을, 독일과 폴란드 사이의 새로운 국경으로 오데르-나이세선을 합의한다. 제안된 변경 사항은 협의 대상이 아니었던 런던의 폴란드 망명 정부를 분노하게 한다.
- 1943년: A. J. P. 테일러는 "1943년은 세계 리더십이 영국에서 미국으로 넘어간 해였다"고 주장한다.[217]
- 1943년: 1월 14일-23일 모로코에서 열린 카사블랑카 회담에는 처칠, 루스벨트, 샤를 드골이 참석했다. 연합국은 추축국으로부터 "무조건 항복" 정책을 발표했다.[218]
- 1943년 8월: 퀘벡 회담 ("Quadrant"). 연합군 최고사령부(미국 및 영국)는 1944년 5월 오버로드 작전에서 프랑스에 상륙할 29개 사단에 합의한다. 또한 프랑스 남부 상륙, 버마, 중국 및 태평양 작전, 원자폭탄 프로젝트 공유에 대해서도 논의한다.[219]
- 1943년: 중국 내 영국의 모든 치외법권적 권리를 종식시키는 협정이 체결된다.
- 1944년: 아르헨티나는 미국의 반독일 정책에 동조하기를 거부했다. 워싱턴은 아르헨티나의 수출을 중단하려 시도했다. 1944년 프랭클린 루스벨트 대통령은 윈스턴 처칠 총리에게 아르헨티나산 쇠고기와 곡물 구매를 중단할 것을 요청했다. 처칠은 식량이 긴급하게 필요하다고 말하며 거부했다.[220]
- 1944년 9월: 처칠과 루스벨트, 그리고 연합군 최고사령부가 제2차 퀘벡 회담("Octagon")에서 만난다. 태평양 전략 논의; 독일의 비무장화 모건소 플랜 합의(나중에 철회).[221]
- 1944년 10월: 처칠과 이든 외무장관이 모스크바에서 스탈린과 그의 외무장관 뱌체슬라프 몰로토프를 만난다. 그들은 전후 동유럽에서 누가 무엇을 통제할지 계획한다. 그들은 그리스의 영향력 90%를 영국에, 루마니아의 영향력 90%를 러시아에 주기로 합의했다. 러시아는 불가리아와 헝가리에서 80%/20%의 분할을 얻었다. 유고슬라비아에서는 50/50 분할이었고, 이탈리아에서는 러시아의 지분이 없었다.[222][223]
- 1944년 12월: 아테네 전투. 영국군은 아테네 통제권을 놓고 공산주의 ELAS 세력과 싸운다.[224]

## 1945–1989
- 1944–47년: 유대인 팔레스타인 봉기가 벌어지면서 유대인들이 아랍인들과 영국인들을 상대로 팔레스타인 위임통치령에서 독립 이스라엘을 세우기 위해 대치한다. 영국은 1920년부터 국제연맹의 위임 통치를 맡고 있었다.[225][226][227]
- 1945년: 제2차 세계 대전이 끝난다. 독일과 일본에 대한 승리. 미국으로부터의 무기대여법 원조가 8월에 갑자기 중단되면서 영국은 재정적으로 고갈된다. "긴축의 시대"와 예산 삭감이 시작된다.
- 1945–46년: 의회는 1946년에 미국 재무부로부터 37억 5천만 달러의 저리 대출을 승인하고,[228] 캐나다로부터 12억 달러를 추가로 받는다.[229]
- 1945–57년: 빡빡한 예산에도 불구하고 영국은 중동에서 문화 외교를 사용한다. 영국문화원, BBC, 그리고 공식적인 해외 정보 서비스는 친민주주의 단체들과 교육 교류, 그리고 잡지, 서적 배포, 영화 산업을 동원하여 영국의 위신을 높이고 민주주의를 장려한다.[230]
- 1946년: 미국과 영국 간의 전쟁 중 신호 정보 업무를 계속하기 위한 UKUSA 협정 체결.
- 1947년: 정부는 비밀리에 원자폭탄을 만들기로 결정한다.[231]
- 1947년: 정부는 미국에게 공산주의 게릴라에 대항하는 그리스 내전에서 그리스 정부에 보조금을 지급할 여유가 없다고 통보한다.[232]
- 1947–48년: 영국은 1920년부터 보유했던 팔레스타인 위임통치령에서 철수하고 문제를 유엔에 넘긴다. 재정 고갈이 주된 이유였지만, 전략적 우려도 있었다. 영국 개입은 우호 관계를 원했던 아랍 국가들을 소외시켰기 때문이다.[233]
- 1948–49년: 베를린 봉쇄는 서베를린에서 영국의 지위를 위협한다. 영국 공군은 베를린 공수에서 중요한 역할을 하며 소련은 마침내 양보한다.[234]
- 1948–60년: 말라야 비상사태, 공산주의 말라야 민족 해방군(MNLA)에 대항하는 내전. 영국은 결국 승리한다.[235]
- 1949년: 영국이 나토의 창립 회원이 된다.[236]
- 1949년: 자수정호 사건. 구축함 HMS 애미시스트 (F116)가 양쯔강에서 중국 공산당에 의해 피격된다.[237]
- 1950년: 영국은 미국의 반대에도 불구하고 1월에 중국을 승인한다.[238]
- 1950–53년: 영국은 6.25 전쟁에서 유엔 깃발 아래 북한과 중국의 공산군에 대항하여 싸운다.[239]
- 1951년: 영국은 미국이 논의한 한국에서의 핵무기 사용을 강력히 반대한다.[240]
- 1951년: 이집트가 1936년 조약을 파기한다. 이집트인들은 영국 수에즈 운하 기지에 대한 게릴라 공격을 시작한다. 이후 몇 년간 영국군과 이집트인들 사이에 저강도 전쟁이 벌어진다.
- 1951년: 아바단 위기. 이란의 모하마드 모사데그 정부가 앵글로-이란 석유 회사를 국유화한다.
- 1952년: 이집트의 공격에 대응하여 영국군이 이스마일리아의 경찰서를 습격하여 점령한다. 이 이스마일리아 사건은 이집트 전역에서 반영국 폭동을 촉발시킨다.
- 1953년: 미국과 영국 정보 기관이 이란 쿠데타를 지원한다.
- 1954년: 처칠 총리는 베트남에 개입해달라는 프랑스의 요청을 거부한다.[241]
- 1954년: 영국 수에즈 운하 기지 종료 협약이 이집트와 체결된다.
- 1955년: 앤서니 이든 총리가 참석한 제네바 정상회담 (1955년). 영국 총리가 초강대국 정상회담에 참석한 마지막 시기였다.
- 1955–63년: 예멘은 소련이 반란을 지원하는 오래되고 부유한 지역에서 문제의 발원지가 된다. 1962년에 내전이 발발하고 영국은 아덴에 있는 식민지를 보호하려고 노력한다.[242]
- 1955년: 바그다드 협정이 체결된다. 근동에서 영국의 영향력을 유지하기 위한 동맹.
- 1956년: 수에즈 위기에서 이집트가 유럽 석유의 대부분을 중동에서 운반하는 중요한 수로인 수에즈 운하를 국유화한다. 영국과 프랑스는 이스라엘과 연합하여 운하를 점령하고 나세르 대통령을 전복시키기 위해 침공한다. 미국은 강력히 반대하며, 침략군이 철수하도록 강력한 외교적, 재정적 압력을 사용한다. 영국의 정책은 수에즈 운하 통제, 석유 흐름 보장, 나세르 제거, 소련의 중동 개입 방지라는 네 가지 목표를 가지고 있었다. 이 네 가지 모두에서 실패한다.[243]
- 1958–60년: 반핵 운동이 탄력을 받으면서 영국, 미국, 소련은 핵 실험을 중단하고 제네바에서 핵 실험 금지 회담을 개최한다. 그러나 해럴드 맥밀런 총리는 1960년 프랑스의 핵 실험을 비판하지 않기로 결정한다. 그의 목표는 영국이 유럽 경제 공동체에 가입하는 데 프랑스의 지지를 얻고, 데탕트 촉진을 위한 4국 정상회담에 대한 프랑스의 지지를 얻는 것이었다.[244]
- 1958년: 영국-미국 핵 조약은 핵무기 개발 협력의 기반을 확립한다.
- 1958년: 영국은 친영국 성향의 후세인 1세 국왕에 대한 폭동 진압 후 요르단에 병력을 파견한다.
- 1959–60년: 영국, 그리스, 터키 간의 취리히 및 런던 협정으로 키프로스 독립이 부여된다.
- 1960년: 해럴드 맥밀런 총리가 남아프리카 공화국에서 "변화의 바람" 연설을 한다. 이는 아시아, 카리브해, 아프리카에 남아 있는 식민지들에게 곧 독립을 부여할 의도를 나타낸다.[245]
- 1961년: 영국은 이라크 지도자 압둘 카림 카심의 쿠웨이트 침공 위협에 따라 쿠웨이트에 병력을 파견한다. 이라크는 침공을 단념한다.
- 1962–66년: 말레이시아-인도네시아 대치. 영국은 말레이시아 방어를 위해 인도네시아와의 비공식 전쟁을 치른다.
- 1968년: 영국은 "수에즈 동부"에서 군대를 철수한다고 발표한다.
- 1971년: "수에즈 동부"에서의 군사 철수 발표를 뒤집고, 영국은 호주, 뉴질랜드, 말레이시아, 싱가포르와 5개국 방위 협정을 체결한다. 이 동맹은 싱가포르와 말레이시아를 인도네시아로부터 보호하기 위함이다.
- 1972년: 우간다 독재자 이디 아민이 이른바 "아시아인", 즉 남아시아계 우간다인들을 추방한다. 이들 중 대부분은 영국 여권을 소지하고 영국으로 건너온다.
- 1973년: 영국이 1961년 프랑스의 첫 가입 저지를 뚫고 유럽 공동체에 가입한다.[246]
- 1974년: 터키가 키프로스를 침공한다. 영국은 1960년 조약에 따라 키프로스를 방어할 의무가 있었지만, 그렇게 하지 않기로 선택한다.
- 1976년: 영국은 부채 불이행을 피하기 위해 IMF로부터 구제금융을 받아야 했다.[247]
- 1979년: 소련의 아프가니스탄 침공에 강력히 항의한다.[248]
- 1980년: 공주의 죽음 (영화)이 영국에서 방영된다. 사우디아라비아는 이 영화가 사우드가를 모욕했다고 주장하며 영국과의 관계를 단절한다. 같은 해 후반에 관계가 복원된다.
- 1982년: 아르헨티나와의 포클랜드 제도 전쟁에서 승리한다.[249]
- 1984년: 이본 플레처 살해 사건. 영국 여경이 리비아 외교관에 의해 살해된다. 영국은 리비아와의 관계를 단절한다.
- 1984년: 대처가 유럽 연합으로부터 환급을 얻어낸다.[250]
- 1984년: 1997년 홍콩 반환 조약을 중국과 체결한다.[251]
- 1986년: 힌다위 사건. 시리아가 런던발 엘 알 항공기 폭탄 테러 시도에 연루된 사실이 드러나자 영국은 시리아와의 외교 관계를 단절한다.
- 1989년: 루홀라 호메이니가 영국 작가 살만 루슈디에게 사형을 선고하는 파트와를 발행한다. 영국은 이란과의 외교 관계를 단절한다.[252]

## 1990년 이후
- 1989년: 동유럽 공산주의 통제 붕괴
- 1990년: 대처 총리가 이라크의 쿠웨이트 침공에 따라 중동에 병력을 파견한다.
- 1990년: 2+4 조약은 독일에 완전한 주권을 회복하고 1945년부터 존재했던 영국의 점령권을 종식시킨다.
- 1991년: 영국이 걸프 전쟁에서 이라크와 싸운다.
- 1991년: 소련에서 공산주의가 종식되고 소련이 해체되면서 냉전이 끝난다.
- 1992년: 검은 수요일. 영국은 유럽 환율 메커니즘에서 강제로 이탈한다.
- 1994년: 이란과의 관계가 복원된다.
- 1997–2007년: 토니 블레어 총리는 두 가지 전통적인 원칙(미국 및 EU와의 긴밀한 관계)과 '개입주의'라는 새로운 행동주의 철학을 바탕으로 외교 정책을 수립했다.[253][nb 1]
- 2001년: 영국이 테러와의 전쟁에 참전한다.[255]
- 2001–14년: 아프가니스탄에서 NATO와 함께 영국 전투 병력 주둔.[256] 2016년까지 소수의 병력이 훈련을 제공하기 위해 남아있다.[257]
- 2016년: P5+1과 유럽 연합이 이란이 핵무기를 획득하는 것을 막기 위한 합의를 이행한다.[258]
- 2016년: 영국이 브렉시트를 위해 유럽 연합 탈퇴에 투표한다.
- 2016년: 데이비드 캐머런이 브렉시트 국민투표 패배 후 총리직에서 사임한다. 후임으로 보수당의 테리사 메이가 취임한다.
- 2019년: 영국이 지브롤터에서 이란의 유조선을 억류한다.[259] 이에 대한 보복으로 이란은 영국 유조선 두 척을 나포한다.[260]
- 2020년: 영국은 47년간의 회원국 생활을 마치고 유럽 연합을 떠난다.
- 2021년: 영국은 호주, 미국과 함께 오커스를 공동 창립한다.
- 2022년: 영국은 러시아의 우크라이나 침공에 대한 대응으로 핀란드 및 스웨덴과 방위 조약을 체결한다.[261][262]
- 2022년: 영국과 모리셔스는 차고스 제도에 대한 주권 협상을 시작한다.[263]
- 2023년: 일본과 영국은 상호 접근 협정을 체결하여 각국이 상대국에 병력을 배치할 수 있도록 한다.[264][265]

## 주요 외교관
전체 목록은 영국 외무장관에서 참조하라.
- 클래런던 백작 조지 빌리어스 (1800–70), 외무 장관 (1865–66, 1868–1870).
- 제1대 그랜빌 백작 그랜빌 레베슨-고어 (1773–1846), 1815년부터 1833년까지는 그랜빌 자작, 1833년부터 1836년까지는 그랜빌 백작으로 알려졌다. 외교관.
- 제2대 그랜빌 백작 그랜빌 레베슨-고어 (1815–1891), 자유당 정치인이자 외교관. 1870–74년과 1880–85년에 총리 글래드스턴과의 협력을 통해 영국의 대외 관계를 평화롭게 관리한 것으로 유명하다.
- 파머스턴 경 (1784–1865), 휘그당/자유당 외무 장관 또는 총리 (1830–1865년, 중간 단절).
- 솔즈베리 경 (1830–1903), 보수당 외무 장관 및 총리 (1878–1902년, 중간 단절).
- 조지프 체임벌린, (1836–1914), 자유연합당 식민지 장관 (1895–1903).

## 같이 보기
- 영국의 대외 관계사
- 미국 독립 혁명
- 영국혐오
- 대영 제국
  - 대영 제국 연구
- 영국의 군사사
  - 잉글랜드가 참전한 전쟁 목록, 1707년 이전
  - 그레이트브리튼 왕국이 참전한 전쟁 목록
- 잉글랜드 식민 제국
- 잉글랜드의 역사
- 영국 왕립 해군의 역사
- 영국의 역사, 1707년 이후
- 국제 관계 (1648년-1814년)
- 국제 관계 (1814년-1919년)
- 제1차 세계 대전의 외교사
- 국제 관계 (1919년-1939년)
- 제2차 세계 대전의 외교사
- 냉전
- 영국의 대외 관계
  - 벨기에-영국 관계
  - 캐나다-영국 관계
  - 영국-중국 관계
  - 덴마크-영국 관계
  - 이집트-영국 관계
  - 영국-프랑스 관계
  - 독일-영국 관계
  - 그리스-영국 관계
  - 인도네시아-영국 관계
  - 이란-영국 관계
  - 이스라엘-영국 관계
  - 이탈리아-영국 관계
  - 영일 관계
  - 라틴 아메리카-영국 관계
    - 아르헨티나-영국 관계
    - 브라질-영국 관계
    - 쿠바-영국 관계
    - 멕시코-영국 관계

  - 네덜란드-영국 관계
  - 영국-폴란드 관계
  - 포르투갈-영국 관계
  - 세르비아-영국 관계
  - 튀르키예-영국 관계
  - 미국-영국 관계
  - 영국과 유엔

## 내용주
1. ↑  군사 개입에는 1999년 코소보 평화유지군, 2000년 시에라리온 내전 개입,[254] 그리고 2003년 이라크 전쟁이 포함된다.

## 참고 문헌

### 유럽 외교
- Albrecht-Carrié, René. A Diplomatic History of Europe Since the Congress of Vienna (1958), 736pp, 1815–1955년 기본 개론
- Black, Jeremy. European International Relations, 1648–1815 (2002)
- Kennedy, Paul. The Rise and Fall of the Great Powers: Economic Change and Military Conflict from 1500 to 2000 (1989), 매우 광범위하며 경제력에 대한 내용이 많다
- Langer, William. An Encyclopedia of World History (5th ed. 1973), 매우 상세한 개요
- Langer, William L. European Alliances and Alignments, 1871–1890 (2nd ed. 1950); 영국 외교를 광범위하게 다룬 심화 분석
- Langer, William L. The Diplomacy of Imperialism 1890–1902 (2 vol, 1935); 영국 외교를 광범위하게 다룬 심화 분석
- Macmillan, Margaret. The War That Ended Peace: The Road to 1914 (2013) 1890년대부터 1914년까지 제1차 세계 대전의 기원을 다룬다. 특히 2장, 5장, 6장, 7장 참조.
- Mckay, Derek and H.M. Scott. The Rise of the Great Powers 1648: 1815 (1983)
- Mowat, R. B. A History of European Diplomacy 1815–1914 (1922), 기본 개론; 온라인 무료
- Schroeder, Paul W. The Transformation of European Politics 1763–1848 (1996); 영국 외교를 광범위하게 다룬 심화 분석
- Steiner, Zara. The Lights that Failed: European International History 1919–1933 (2007)
- Steiner, Zara. The Triumph of the Dark: European International History 1933–1939 (2011)
- Taylor, A.J.P. The Struggle for Mastery in Europe: 1848–1918 (1954), 영국 외교를 광범위하게 다룬 심화 분석

### 영국 외교
- Black, Jeremy. A military history of Britain: from 1775 to the present (2008)
- Cannon, John, ed. The Oxford Companion to British History (2003)
- Johnson, Douglas, et al. Britain and France: Ten Centuries (1980)
- Mulligan, William, and Brendan Simms, eds. The Primacy of Foreign Policy in British History, 1660–2000(Palgrave Macmillan; 2011) 345 pages
- Neville, Peter (2013). 《Historical Dictionary of British Foreign Policy》. Scarecrow Press. xix–xxxi쪽. ISBN 9780810873711. 연표 pp xix~xxxi
- Otte, T.G. The Makers of British Foreign Policy: From Pitt to Thatcher (2002)

### 1814년까지
- Beem, Charles. The Foreign Relations of Elizabeth I (2011)
- Black, Jeremy. A System of Ambition?: British Foreign Policy 1660–1793 (1991)
- Black, Jeremy. America or Europe? British Foreign Policy, 1739–63 (1998) 온라인 판
- Black, Jeremy, ed. Knights Errant and True Englishmen: British Foreign Policy, 1660–1800 (2003) 온라인 판
- Dickinson, H. T., ed. Britain and the French Revolution, 1789–1815 (1989).
- Doran, Susan. England and Europe 1485–1603 (2nd ed 1996). 발췌
- Feiling, Keith. British Foreign Policy, 1660–1672 (1930) 온라인
- Hammer, Paul E.J. Elizabeth's wars: war, government and society in Tudor England, 1544–1604 (2003).
- Horn, David Bayne. Great Britain and Europe in the eighteenth century (1967), 프랑스, 네덜란드, 오스트리아, 프로이센, 독일의 소국, 러시아, 폴란드, 스칸디나비아, 스페인, 포르투갈, 바르바리 국가, 스위스, 이탈리아 국가, 터키와의 관계를 다룬다.
- Howat, G.M.D. Stuart and Cromwellian foreign policy (1974).
- Jones, J. R. Britain and the World, 1649–1815 (1980)
- Lorimer, Joyce. "The failure of the English Guiana ventures 1595–1667 and James I's foreign policy." The Journal of Imperial and Commonwealth History 21.1 (1993): 1–30.
- Morrill, John, ed. The Oxford Illustrated History of Tudor and Stuart Britain (2000), pp 397–432.
- Murdoch, Steve. Britain, Denmark-Norway and the House of Stuart, 1603–1660: A Diplomatic and Military Analysis (Tuckwell Press Ltd, 2000).
- Ward A.W., ed. The Cambridge History of British Foreign Policy 1783–1919 Vol I 1789–1815 (1922) v1 온라인
- Wernham, R.B. Before the Armada: the Growth of English Foreign Policy, 1485–1588 (1966)

### 1815–1965
- Anderson, Frank Maloy, and Amos Shartle Hershey, eds. Handbook for the Diplomatic History of Europe, Asia, and Africa, 1870–1914 (1918) 온라인
- Bartlett, Christopher John. Defence and diplomacy: Britain and the Great Powers, 1815–1914 (Manchester UP, 1993).
- Bartlett, C. J. British Foreign Policy in the Twentieth Century (1989)
- Bourne, Kenneth. The foreign policy of Victorian England, 1830–1902 (Oxford UP, 1970.) pp 195–504는 "Selected documents"이다.
- Bright, J. Franck. A History of England. Period 4: Growth of Democracy: Victoria 1837–1880 (1893) 온라인 608pp; 매우 상세한 외교 서술
- Bright, J. Franck. A History of England: Period V. Imperial Reaction Victoria 1880–1901 (vol 5, 1904); 상세한 외교 서술; 295pp; 온라인; 또한 다른 사본 보관됨 4 3월 2017 - 웨이백 머신
- Brown, Peter. Palmerston: A Biography (2011)
- Cain, P. J. and A. G. Hopkins. British Imperialism: Innovation and Expansion 1688–1914 (2nd ed. 1993)
- Dilks, David. Retreat from Power: 1906–39 v. 1: Studies in Britain's Foreign Policy of the Twentieth Century (1981); Retreat from Power: After 1939 v. 2 (1981)
- Dimbleby, David, and David Reynolds. An Ocean Apart: The Relationship Between Britain and America in the Twentieth Century (1988)
- Dixon, Peter. Canning: Politician and Statesman (1976).
- Doerr, Paul W. British Foreign Policy, 1919–1939 (Manchester UP, 1998), 대학 수준의 교과서.
- Ensor, R. C. K. England, 1870–1914 (1936) 온라인
- Farmer Alan. British Foreign and Imperial Affairs 1919–39 (2000), 교과서
- Feiling, Keith. The Life of Neville Chamberlain (1947) 온라인
- Gilmour, David. Curzon: Imperial Statesman (1994) 조지 너새니얼 커즌은 1895–1923년 최고위급 관리였다.
- Goldstein and Brian McKercher, eds. Power and Stability: British Foreign Policy, 1865–1965 (2003), 학자들의 에세이
- Gooch, G.P. Before the war: studies in diplomacy (vol 1 1936) pp 1–86 온라인 랜즈다운에 관하여
- Goodlad, Graham D. British Foreign and Imperial Policy 1865–1919 (1999).
- Hayes, Paul. Modern British Foreign Policy: The 19th Century 1814–80 (1975)
- Holland, Robert. The pursuit of greatness: Britain and the world role, 1900–1970 (1991)
- Johnson, Gaynor, ed. The Foreign Office and British Diplomacy in the Twentieth Century (2005)
- 케네디, 폴. The Realities Behind Diplomacy: Background Influences on British External Policy, 1865–1980 (1981). 416 pp.
- 케네디, 폴. "The Tradition of Appeasement in British Foreign Policy 1865-1939" British Journal of International Studies (1976) 2#3 pp. 195–215 온라인
- Laszlo, Peter, and Martyn Rady, British-Hungarian Relations Since 1848 (2004), 366pp; 오스트리아-헝가리 제국 포함
- Lowe, C.J. The reluctant imperialists: British foreign policy, 1878–1902 (1969) 257pp 및 150pp 문서 포함
- Lowe, C.J. and Michael L. Dockrill. Mirage of Power: 1902–14 v. 1: British Foreign Policy (1972); Mirage of Power: 1914–22 v. 2: British Foreign Policy (1972); Mirage of Power: The Documents v. 3: British Foreign Policy (1972); 1–2권은 텍스트, 3권은 1차 자료
- Lowe, John. Britain and Foreign Affairs 1815–1885: Europe and Overseas (1998)
- Mahajan, Sneh. British Foreign Policy, 1874–1914: The Role of India (2002)
- Matzke, Rebecca Berens. . Deterrence through Strength: British Naval Power and Foreign Policy under Pax Britannica (2011)
- Medlicott, W.N. British Foreign Policy Since Versailles, 1919–63 (1968), 기본 조사 온라인
- Murray, Gilbert. The Foreign Policy of Sir Edward Grey, 1906–1915 (1915) 128pp, 최고 보좌관 저
- Neilson, Keith. Britain and the Last Tsar: British Policy and Russia, 1894–1917 (1995)
- Otte, Thomas G. The Foreign Office Mind: The Making of British Foreign Policy, 1865–1914 (2011)
- Penson, Lillian M. "The Principles and Methods of Lord Salisbury's Foreign Policy." Cambridge Historical Journal 5#1 (1935): 87–106. 온라인.
- Pribram, A.F. England and the International Policy of the European Great Powers, 1871–1914 (1931)
- Reynolds, David. Britannia Overruled: British Policy and World Power in the Twentieth Century (2nd ed. 2000), 영국 외교 정책에 대한 주요 조사
- Reynolds, David. From World War to Cold War: Churchill, Roosevelt, and the International History of the 1940s (2006)
- Sanders, David. Losing an Empire, Finding a Role: British Foreign Policy Since 1945 (1990) 영국 외교 정책의 모든 주제를 광범위하게 다룬다.
- Seton-Watson, R. W. Britain in Europe, 1789–1914, a survey of foreign policy (1937) 유용한 개요 온라인
- Smith, Tony. The Pattern of Imperialism: The United States, Great Britain and the Late-Industrializing World Since 1815 (1981).
- Somervell, D.C. The Reign of King George V, (1936) 550pp; 1910–35년 포함; 온라인 무료
- Temperley, H.W.V. (1925). 《The Foreign Policy of Canning, 1822–1827》. ISBN 9781136244636.
- Vickers, Rhiannon. The Evolution of Labour's Foreign Policy, 1900–51 (2003)
- Ward A.W., ed. The Cambridge History of British Foreign Policy 1783–1919 Vol II 1815–1866 (1922); 오래되고 매우 상세한 고전; v2 온라인
  - Ward A.W., ed. The Cambridge History of British Foreign Policy 1783–1919 Vol III 1866–1919 (1923) v3 온라인
- Webster, Charles. The Foreign Policy of Palmerston (2v. 1951)
- Weigall, David. Britain and the World, 1815–1986: A Dictionary of International relations (1989)
- Williams, Chris, ed. A Companion to 19th-Century Britain (2006). 1장부터 4장, pp 15–92; 역사 연구 에세이.
- Woodward, E. L. The Age of Reform: 1815–1870 (1954) 종합 조사 온라인

### 최근
- Blair, Tony. A Journey: My Political Life (2010)
- Campbell, John. Margaret Thatcher; Volume Two: The Iron Lady (Pimlico, 2003)
- Casey, Terrence. The Blair Legacy: Politics, Policy, Governance, and Foreign Affairs (2009)
- Daddow, Oliver, and Jamie Gaskarth, eds. British foreign policy: the New Labour years (Palgrave, 2011)
- Dickie, John. The New Mandarins: How British Foreign Policy Works (2004)
- Dumbrell, John. A special relationship: Anglo-American relations from the cold war to Iraq (2006)
- Finlan, Alastair. Contemporary Military Strategy and the Global War on Terror: US and UK Armed Forces in Afghanistan and Iraq 2001–2012 (2014)
- Garnett, Mark; Simon Mabon; Robert Smith (2017). 《British Foreign Policy since 1945》. Taylor & Francis. ISBN 9781317588993.
- Lane, Ann. Strategy, Diplomacy and UK Foreign Policy (Palgrave Macmillan, 2010)
- Lunn, Jon, Vaughne Miller, Ben Smith. "British foreign policy since 1997 – Commons Library Research Paper RP08/56" (UK House of Commons, 2008) 123pp 온라인
- Northedge, F.S. Descent From Power British Foreign Policy 1945–1973 (1974) 온라인
- Reynolds, David. Britannia Overruled: British Policy and World Power in the Twentieth Century (2nd ed. 2000), 1999년까지의 영국 외교 정책에 대한 주요 조사
- Reynolds, David. From World War to Cold War: Churchill, Roosevelt, and the International History of the 1940s (2006)
- Sanders, David. Losing an Empire, Finding a Role: British Foreign Policy Since 1945 (1990) 영국 외교 정책의 모든 주제를 광범위하게 다룬다.
- Williams, Paul. British Foreign Policy under New Labour (2005)

### 1차 자료
- Bourne, Kenneth. The foreign policy of Victorian England, 1830–1902 (Oxford UP, 1970.) pp 195–504는 "Selected documents"이다. 온라인
- Gooch, G.P. and Harold Temperley, eds. British documents on the origins of the war, 1898–1914 (11 vol.) 온라인
  - v. i 영국 고립의 종말 – v.2. 영일 동맹과 영불 협상 – v.3. 영불 협상 시험, 1904-6 – v.4. 영러 화해, 1903-7 – v.5. 근동, 1903-9 – v.6. 영독 긴장. 군비와 협상, 1907–12 – v.7. 아가디르 위기 – v.8. 중재, 중립, 안보 – v.9. 발칸 전쟁, pt.1–2 – v.10, pt.1. 전쟁 직전의 근동과 중동. pt.2. 평화의 마지막 해 – v.11. 전쟁 발발 V.3. 영불 협상 시험, 1904-6 – v.4. 영러 화해, 1903-7 – v.5. 근동, 1903-9 – v.6. 영독 긴장. 군비와 협상, 1907–12 – v.7. 아가디르 위기 – v.8. 중재, 중립, 안보 – v.9. 발칸 전쟁, pt.1–2 – v.10, pt.1. 전쟁 직전의 근동과 중동. pt.2. 평화의 마지막 해 – v.11. 전쟁 발발.
- Joll, James, ed. Britain and Europe 1793–1940 (1967); 390pp의 문서
- Jones, Edgar Rees, ed. Selected speeches on British foreign policy, 1738–1914 (1914). 온라인 무료
- Lowe, C.J. The reluctant imperialists: British foreign policy, 1878–1902 (1969) 257pp 및 150pp 문서 포함
- Lowe, C.J. and Michael L. Dockrill, eds. Mirage of Power: The Documents v. 3: British Foreign Policy (1972); 3권 = 1902–1922년 1차 자료
- Scott, James Brown, ed., Diplomatic Documents Relating to the Outbreak of the European War (1916)  온라인
- Temperley, Harold, and Lillian M. Penson, eds. Foundations of British Foreign Policy from Pitt (1792) to Salisbury (1902); Or, Documents, Old and New (1938), 612pp 온라인
- Wiener, Joel H. ed. Great Britain: Foreign Policy and the Span of Empire, 1689–1971: A Documentary History (4 vol 1972) 1권 온라인; 2권 온라인; 3권; 4권 4권. 3400페이지